# Parti socialiste (France)
Pour les articles homonymes, voir Parti socialiste, Parti socialiste français et PS.
 (septembre 2021).
Le Parti socialiste (PS) est un parti politique français, classé à gauche et au centre gauche sur l'échiquier politique.
Créé en 1969 au congrès d'Alfortville autour de la Section française de l'Internationale ouvrière (fondée en 1905 sous l'impulsion de Jean Jaurès), le Parti socialiste trouve son origine dans le courant de pensée du socialisme démocratique. Au congrès d'Épinay en 1971, il s'élargit à nouveau en intégrant la Convention des institutions républicaines dont le fondateur, François Mitterrand, est élu premier secrétaire. Sous sa direction, le PS oriente alors son action sur l'union de la gauche et l'élaboration d'un programme commun de gouvernement avec le Parti communiste français.
François Mitterrand remporte l'élection présidentielle de 1981, devenant le premier chef d'État socialiste sous la Cinquième République ; il réalise deux septennats présidentiels qui sont marqués par des mesures sociales puis par le « tournant de la rigueur », ainsi que par deux cohabitations avec la droite. Le Parti socialiste revient au pouvoir avec la formation du gouvernement Jospin, à la suite de la victoire de la gauche plurielle aux élections législatives de 1997 après la dissolution de l'Assemblée Nationale. Lionel Jospin est éliminé de l'élection présidentielle de 2002 dès le premier tour, arrivant en troisième position derrière le candidat d'extrême droite, fondateur du Front National, Jean-Marie Le Pen, ce qui inaugure une décennie d'absence du parti de toute responsabilité au sein de l'exécutif.
Désigné candidat à l'élection présidentielle à l'issue d'une primaire ouverte, François Hollande est ensuite élu président de la République en 2012. Son quinquennat est notamment marqué par sa forte impopularité et par des tensions avec les « frondeurs », des socialistes en désaccord avec la politique économique et sociale tournée vers le centre des gouvernements de Jean-Marc Ayrault, de Manuel Valls puis de Bernard Cazeneuve.
Après le quinquennat de François Hollande qui ne se représente pas en raison d'une forte impopularité, le Parti socialiste voit en grande partie de ses cadres rejoindre son ancien ministre de l'économie Emmanuel Macron et son mouvement En marche, refusant de soutenir Benoît Hamon à l'élection en 2017. Concurrencé à gauche par l'ancien sénateur socialiste Jean-Luc Mélenchon, Benoît Hamon ne parvient pas à se qualifier pour le second tour.
Le Parti socialiste perd aux élections législatives suivantes son hégémonie au sein de la gauche française. Sous la direction d'Olivier Faure, il conserve néanmoins un fort ancrage lors des élections locales suivantes. La candidature de la maire de Paris Anne Hidalgo lors de l'élection présidentielle de 2022 donne au parti son pire résultat à un scrutin présidentiel, ne parvenant pas à franchir le seuil pour obtenir le remboursement de ses frais de campagne.
Le parti opère alors un virage à gauche en rejoignant la coalition de la Nouvelle Union populaire écologique et sociale, menée par La France insoumise de Jean-Luc Mélenchon, lors des élections législatives de 2022, ce qui conduit à des contestations en interne. Les élections européennes de 2024 voient le Parti socialiste, mené par Raphaël Glucksmann, obtenir le plus grand nombre de suffrages parmi les quatre principaux partis de la Nouvelle Union populaire écologique et sociale. Lors des élections législatives anticipées de 2024, il est partie prenante du Nouveau Front populaire.

## Fondements

### Doctrine
La déclaration de principes est le texte qui fixe les valeurs fondamentales du PS. La première a été adoptée en 1905 par la Section française de l'Internationale ouvrière (SFIO). Elle déclarait dans son premier article :

« Le Parti socialiste est un parti de classe qui a pour but de socialiser les moyens de production et d'échange, c'est-à-dire de transformer la société capitaliste en une société collectiviste ou communiste, et pour moyen l'organisation économique et politique du prolétariat. Par son but, par son idéal, par les moyens qu'il emploie, le parti socialiste, tout en poursuivant la réalisation des réformes immédiates revendiquées par la classe ouvrière, n'est pas un parti de réforme, mais un parti de lutte des classes et de révolution. »

La déclaration de principe de 1946 réaffirme le caractère révolutionnaire du parti et reste fidèle au marxisme sur un grand nombre de points : « Le caractère distinctif du Parti socialiste est de faire dépendre la libération humaine de l'abolition du régime de la propriété capitaliste qui a divisé la société en classes nécessairement antagonistes, et créé pour l'une la faculté de jouir de la propriété sans travail, pour l'autre l'obligation de vendre son travail, et d'abandonner une part de son produit aux détenteurs du capital. ».
Une nouvelle déclaration de principe est adoptée en 1969, au moment du regroupement de la « gauche non communiste » et de la création du Parti socialiste moderne. Elle insiste sur le caractère « révolutionnaire » du parti : « L'utilisation des réformes implique que l'on ait conscience de leur valeur et de leurs limites. Le Parti socialiste sait toute la valeur des réformes qui ont déjà atténué la peine des hommes et, pour beaucoup d'entre eux, accru leurs capacités révolutionnaires. Mais il tient également à mettre en garde les travailleurs, la transformation socialiste ne peut pas être le produit naturel et la somme de réformes corrigeant les effets du capitalisme. Il ne s'agit pas d'aménager un système, mais de lui en substituer un autre. ».
La quatrième déclaration de principe est adoptée en 1990. Elle fait suite à l'exercice du pouvoir par le PS, qui a alors été confronté aux réalités de la mondialisation capitaliste. La déclaration prône « une société d'économie mixte qui, sans méconnaître les règles du marché, fournisse à la puissance publique et aux acteurs sociaux les moyens de réaliser des objectifs conformes à l'intérêt général ». Le PS adopte par ailleurs la notion de « développement durable » pour redéfinir plus globalement le modèle de société qu’il entend promouvoir.
Enfin, la version actuelle de la déclaration de principe a été adoptée en juin 2008. Elle affirme dans son article premier :

« Être socialiste, c'est ne pas se satisfaire du monde tel qu'il est, c'est vouloir changer la société. L'idée socialiste relève, à la fois, d'une révolte contre les injustices et du combat pour une vie meilleure. Le but de l'action socialiste est l'émancipation complète de la personne humaine. »

Cette version marque un changement par rapport aux précédentes. Elle ne fait plus référence aux « oppositions des classes », parle pour la première fois de la création de richesse, prône une « économie de marché régulée » et « un secteur privé dynamique ». Pour François Bilger cette évolution met fin à une « exception française » : en effet, d'après lui, le PS était le seul grand parti de tendance socialiste ou social-démocrate en Europe à ne pas s'être rallié officiellement à l'économie de marché. La déclaration conserve néanmoins « une critique historique du capitalisme créateur d'inégalités, facteur de crises, et de dégradations des équilibres écologiques ».
Selon cette déclaration, la principale idéologie du parti est le socialisme démocratique. Les socialistes se réclament de la tradition de l'humanisme, de la philosophie des Lumières et des valeurs proclamées par la Révolution française. Ils placent l'égalité, le développement durable, le progrès et la démocratie en tête des finalités d'un PS qui se définit comme républicain, laïque, réformiste, féministe, humaniste et décentralisateur.
En 2017, le chercheur Thibaut Rioufreyt qualifie la doctrine officielle du PS de « chimérique », et ce « dans un double sens » : d'une part parce qu'elle « ne renvoie à rien de réel » et d'autre part « parce [qu'elle] juxtapose des éléments hétérogènes : un peu de nationalisations pour les uns, un peu de référence à la social-démocratie scandinave pour les autres… Le résultat est schizophrène, avec des contradictions jamais réglées. Il ne s’agit pas vraiment de synthèse, mais d’éclectisme ».

### Courants
Historiquement, la SFIO puis le PS ont toujours hébergé des sensibilités différentes du socialisme français, organisées en courants.
Dans les années 2010, on identifie une « aile droite », dite sociale-libérale, représentée notamment par Manuel Valls ou Gérard Collomb, et une « gauche du PS » menée par Benoît Hamon et Emmanuel Maurel. Ces quatre personnalités quittent toutefois le parti après l’élection présidentielle française de 2017, les deux premiers se rapprochant de La République en marche, les deux derniers fondant chacun leur propre parti (respectivement Génération.s et la Gauche républicaine et socialiste).
Au cours de la décennie 2020 et notamment à la suite de l'accord de la Nouvelle Union populaire écologique et sociale puis du Nouveau Front populaire, le parti est divisé entre une « aile gauche » favorable à l'union avec l'ensemble de la gauche, y compris La France insoumise, menée par Olivier Faure, Boris Vallaud ou Johanna Rolland, et une « aile droite » hostile à une alliance avec Jean-Luc Mélenchon, représentée en partie par les « éléphants », les cadres historiques du parti, comme Anne Hidalgo, Stéphane Le Foll et Carole Delga.
À l'occasion de chaque congrès, les militants sont amenés à voter pour élire leurs futurs représentants. À cette occasion, les courants se structurent autour des motions et chaque motion présente un texte d'orientation soumis au vote des adhérents. À l'occasion du congrès de Nancy de 2025, les motions en présence sont :
- motion A : « Le cœur de la gauche », dont le premier signataire est Olivier Faure ;
- motion B : « Unir », dont le premier signataire est Boris Vallaud ;
- motion C : « Changer pour gagner », dont le premier signataire est Nicolas Mayer-Rossignol ;

La motion A ayant recueilli la majorité des voix des militants au premier tour avec 42,21 %, Olivier Faure est ensuite réélu premier secrétaire du Parti socialiste face à Nicolas Mayer-Rossignol avec 50,9 % des voix.

## Organisation interne

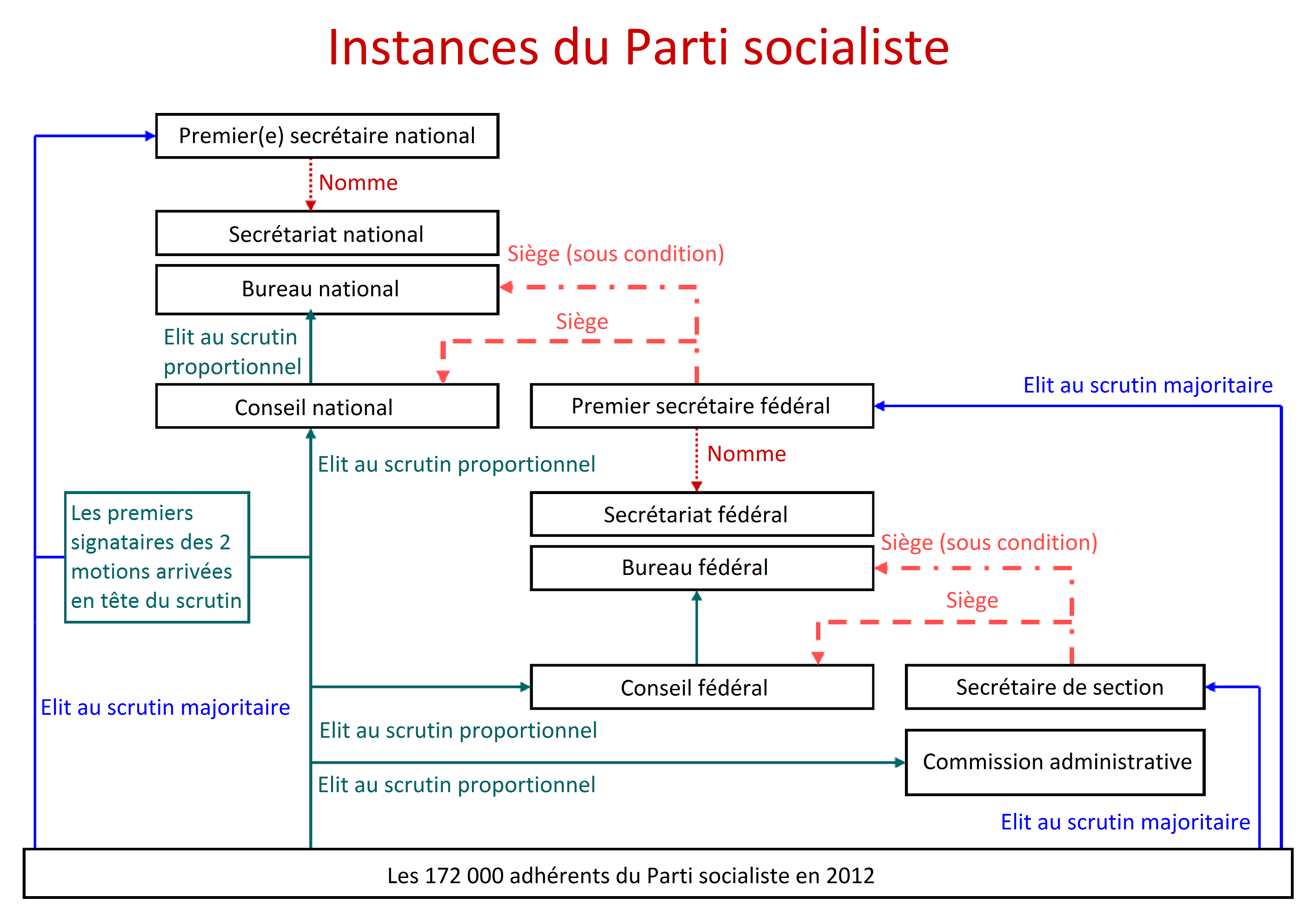
Organigramme des instances du Parti socialiste depuis 2012.

### Adhérents
Du fait d'une longue confrontation avec les communistes, les socialistes ont largement entretenu une tradition militante de terrain, éditant nombre de tracts, mais aussi de journaux internes, de publications externes et d'autres brochures.
Galvanisé par l'élection de François Mitterrand, en mai 1981, le parti revendique à cette époque 214 000 adhérents, un chiffre qui va sensiblement baisser au cours des vingt années suivantes, affichant 119 116 en 1999, jusqu'au rebond de l'année 2006, où le parti déclare 260 000 adhérents.
Lors du Congrès de Reims en novembre 2008, le nombre revendiqué d'adhérents du parti est de 232 511. Ce chiffre était de 203 000 en septembre 2009 mais baisse à 131 000 en 2013 / 2014 durant le mandat de François Hollande, dont la moitié seulement à jour de cotisation. Au 30 avril 2016, le parti annonce compter 111 450 adhérents. En 2021, il comprend près de 22 000 adhérents à jour de cotisation. En janvier 2023, peu avant son 80e Congrès, le Parti socialiste annonce avoir plus de 41 000 adhérents à jour de cotisation.
L'âge minimal d'adhésion au Parti socialiste est de quinze ans. L'adhésion au parti est libre, individuelle et chaque adhérent possède les mêmes droits.
Lors de chaque congrès, les adhérents votent pour les textes d'orientation définissant la ligne du parti, et les responsables sont élus à tous les niveaux : section locale, fédération départementale et au niveau national. Dans les années 2000, une procédure de consultation interne est mise en place afin que les militants puissent participer à des décisions de ligne politique du parti sur des questions précises. D'autres innovations à l'adresse des sympathisants doivent permettre que ces derniers, sous l'appellation « adhérents du projet », puissent participer très concrètement à l'élaboration du projet socialiste. Ce processus est mis en sommeil à la suite du référendum du 29 mai 2005.
Le profil des adhérents socialistes, habituellement désignés comme dans les autres partis de gauche par le sobriquet amical « camarades », a peu évolué au cours du temps : le Parti socialiste n'a jamais été réellement un parti d'ouvriers et la base de recrutement se situe parmi les classes moyennes, surtout les enseignants, les cadres territoriaux et fonctionnaires, ainsi que les salariés de bas échelon et cadres du secteur privé.
Des événements traditionnels rythment annuellement la vie militante du parti, comme l'université d'été, chaque fin août à La Rochelle de 1993 à 2015 et en 2019, puis depuis 2020 à Blois, ou comme les nombreuses « fêtes de la Rose », dont la plus médiatique a été celle de Frangy-en-Bresse, le week-end qui précède l'université d'été.

### Congrès
Le congrès du Parti socialiste est la plus haute instance du parti. Depuis 2010, un congrès est organisé dans les six mois qui suivent une élection présidentielle et à mi-mandat du quinquennat. Un congrès extraordinaire peut être convoqué à tout moment.
Lors de chaque congrès, les adhérents sont appelés à voter sur des textes d'orientation politique, appelée «motions», déposés par les courants du parti. Ce vote sur les motions détermine à la proportionnelle la représentation de chacun des courants dans toutes les instances du parti : section locale, fédération départementale, délégués au congrès, conseil national, bureau national. À partir du congrès de 2012, le vote sur les motions est couplé avec l'élection du premier secrétaire : les premiers signataires de chacune des deux motions arrivées en tête sont candidats pour le second tour.

### Instances nationales
Les membres du conseil national (autrefois comité directeur) sont désignés par les délégués au congrès national proportionnellement aux résultats obtenus par les différentes motions. Le conseil national est composé de 204 membres élus par le congrès national et de 102 premiers secrétaires fédéraux. Le conseil national exécute et fait exécuter la motion d'orientation majoritairement adoptée par le congrès. Il se réunit au moins quatre fois par an. Il constitue en quelque sorte le parlement interne du parti, car il est le reflet direct de la réalité des sensibilités et des courants du PS.
Le bureau national (autrefois bureau exécutif)  assure l'administration et la direction du parti dans le cadre des attributions que lui délègue le conseil national. Ses membres sont désignés selon les mêmes procédures que les membres du conseil national. Il comprend 54 membres sous la direction du premier secrétaire et se réunit tous les mardis en fin d'après-midi.
Les membres du secrétariat national sont élus par le conseil national sur proposition du premier secrétaire. Ils ont la charge de la mise en œuvre des décisions prises par le conseil national et le bureau national. Le secrétariat national, dont les réunions ont lieu le mardi à 13 h[réf. nécessaire], assure ainsi la gestion du parti. Chaque secrétaire national a la charge d'un secteur d'activité du parti et rend compte devant le conseil national de l'activité de son secteur. À l'occasion du congrès, la direction nationale du parti rend compte de son activité dans un rapport statutaire soumis aux militants. Les secrétaires nationaux sont assistés par des délégués nationaux ayant la charge d'une partie du secteur de chaque secrétariat.

### Instances locales
La section est la structure de base du Parti socialiste et peut être locale ou thématique. En général, elle s'organise au sein d'un canton, d'une commune ou d'un quartier mais il existe également des sections organisées autour d'une entreprise ou d'une université, voire autour de thèmes.
La section est le cadre de militantisme le plus direct : ce sont les sections qui organisent les collages d'affiche, les distributions de tract, les porte-à-porte, etc. Ce sont elles également qui constituent le relais essentiel entre le « national » (direction nationale), la « fédé » (fédération départementale), les élus et les militants et c'est en leur sein que se pratique le débat interne, que ce soit dans le cadre d'un congrès ou d'une consultation interne.
Le secrétaire de section est élu à bulletins secrets et au scrutin uninominal majoritaire à deux tours par la première assemblée générale des adhérents de la section suivant le congrès national. Il est l'animateur de la section et son porte-parole. La section est administrée par une commission administrative composée à la proportionnelle du résultat des motions dans la section lors du dernier congrès.

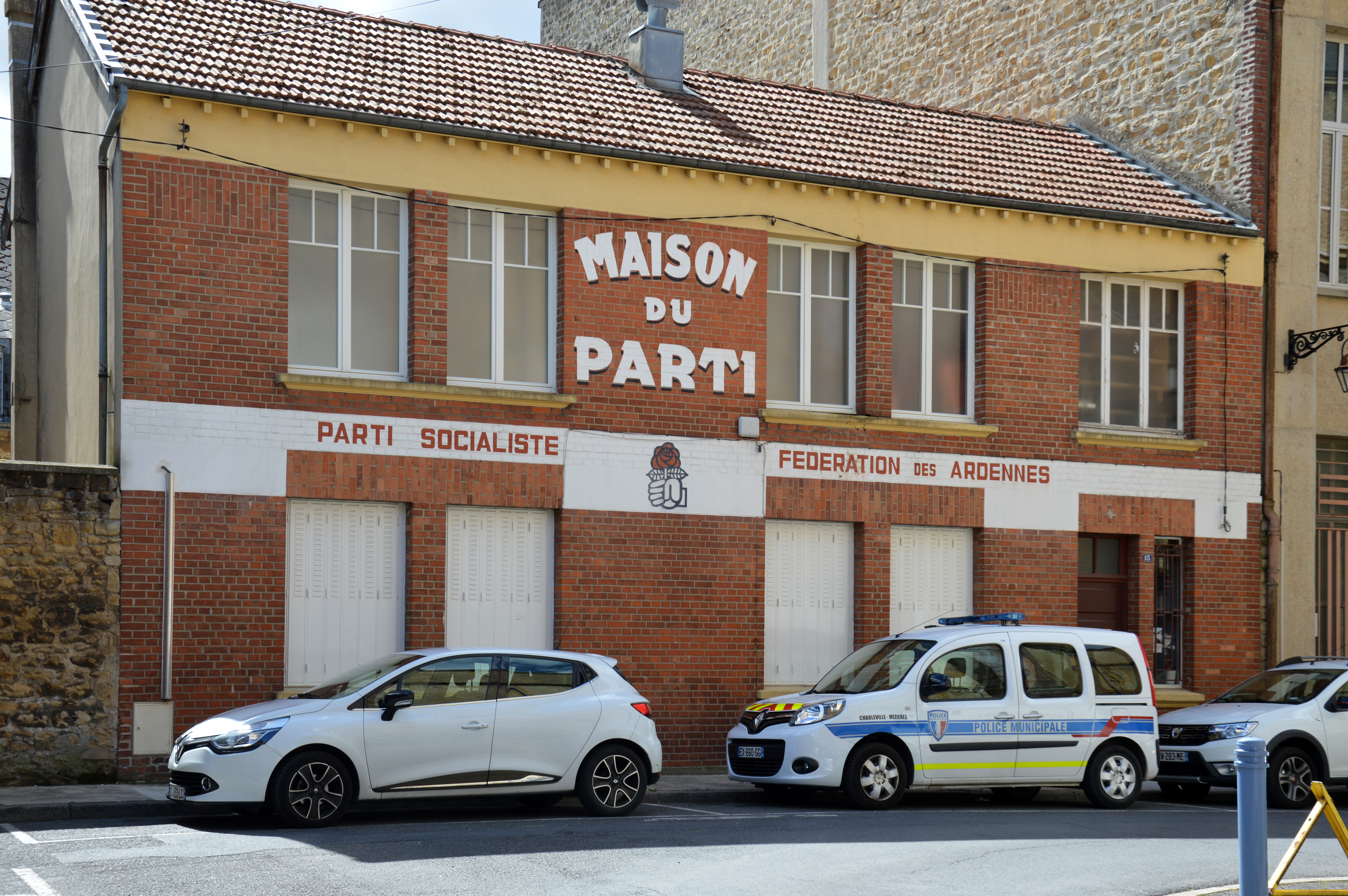
La maison du parti de la fédération des Ardennes à Charleville-Mézières.

La fédération met en œuvre la politique du parti au niveau local. Il existe une fédération pour chaque département métropolitain, chaque département ou territoire d'outre-mer, plus une pour les Français de l'étranger. Les instances de la fédération sont renouvelées à chaque congrès. Le conseil fédéral (CF) est l'instance de décision de la fédération. Il délègue certaines de ses prérogatives au bureau fédéral (BF). Le secrétariat fédéral assure la gestion politique de la fédération, en liaison avec le secrétariat national du parti, et agit par délégation de la CF ou du BF. Le secrétariat fédéral est constitué de membres choisis par le premier secrétaire fédéral, parmi la majorité politique de la fédération. Les secrétaires fédéraux ont la charge de le seconder dans la gestion courante de la fédération et dans l'application des décisions du CF, ils ont la charge d'un ou plusieurs secteurs d'activité. Le premier secrétaire fédéral est élu au scrutin majoritaire à deux tours par les militants après la tenue du congrès national.
L'union régionale regroupe les fédérations d'une même région. Elle est dirigée par un comité régional du parti qui détermine la politique du parti concernant les problèmes propres à la région et veille à son application en liaison avec les élus. Le comité régional est élu par une convention régionale qui se réunit dans la quinzaine de jours suivant le congrès national et procède à l'élection du secrétaire régional au scrutin majoritaire à deux tours. Celui-ci ne peut cumuler sa fonction avec celle de premier secrétaire d'une fédération de sa région.

### Instances internationales et européennes
Le Parti socialiste est membre de l'Internationale socialiste (IS), l'organisation mondiale des partis socialistes, sociaux-démocrates et travaillistes, et de l'Alliance progressiste. Au niveau européen, le PS est membre du Parti socialiste européen (PSE) et du groupe des socialistes et démocrates au Parlement européen.

### Organisations associées
Le Parti socialiste travaille avec des organismes dont l'action participe à la réalisation de ses objectifs. Ils peuvent être liés organiquement au Parti socialiste ou simplement partenaire :
- la Fédération nationale des élus socialistes et républicains réunit les élus membres du Parti socialiste et ceux qui en sont proches. Elle exerce auprès d'eux des activités d'information, de documentation, de communication et de conseil. Elle a, en outre, un rôle d'impulsion et de réflexion pour l'élaboration de textes (de lois par exemple) ;
- le mouvement des  Jeunes socialistes est une structure autonome qui réunit les jeunes militants qui souhaitent y adhérer, de 15 à 29 ans ;
- la Fondation Jean-Jaurès, think tank créé par Pierre Mauroy en 1992 ;
- l'Office universitaire de recherche socialiste (OURS), créé en 1969, centre de recherches ;
- l'association Homosexualités et socialisme (HES), créée en 1983, traite des questions LGBT ;
- l'Association démocratique des Français à l'étranger (Français du Monde), créée en 1980, représente la gauche avec notamment le soutien du PS et d'autres organisations de gauche ou écologistes lors des élections des représentants des Français de l'étranger, d'où sont issus les membres de l'Assemblée des Français de l'étranger, et les 12 sénateurs des Français résidant hors de France.

### Investitures des candidats
Les candidats socialistes aux élections sont désignés par le vote des adhérents puis officiellement investis par le conseil national.
Pour les élections uninominales (élections cantonales et législatives) ainsi que pour la désignation des têtes de liste pour les autres scrutins, les adhérents votent pour le candidat de leur choix. Pour les scrutins de liste (municipales, régionales, européennes), les adhérents peuvent approuver une liste présentée par la fédération départementale ou voter pour une liste alternative.
En 1995 et 2007, le candidat du Parti socialiste pour l'élection présidentielle a également été désigné par le vote des adhérents du parti. Toutefois, en 2011 le PS a, pour la première fois en France, désigné son candidat pour l'élection présidentielle de 2012 lors d'une primaire ouverte à l'ensemble des Français inscrits sur les listes électorales.

## Histoire

### 1831-1905: le mouvement ouvrier et les origines du socialisme français
Les théories développées dans la première partie du XIXe siècle par les premiers penseurs socialistes (Saint-Simon, Fourier, Cabet, Leroux) au sein d'une bourgeoisie éclairée influencent peu les milieux populaires.
Ces théoriciens qualifiés d'utopistes par la suite se démarquent ainsi du socialisme scientifique, développé par la suite par Karl Marx avec son analyse de la société industrielle. Au-delà de l'utopie, la réalité est imprimée au fer chaud de la révolution industrielle : les nouvelles conditions de travail engendrées par celle-ci entraînent des révoltes vite réprimées : révolte des canuts lyonnais en 1831, journées de juin 1848, Commune de Paris en 1871… La « question sociale » est mise au premier plan, mais la révolution de 1848 fait déjà apparaître des divergences entre les démocrates socialistes réformistes (Ledru-Rollin, Louis Blanc) et les partisans de la révolution (Blanqui, Barbès), qui considèrent la violence comme le seul moyen permettant un changement profond du système économique et social. Le combat pour la république, contre la monarchie censitaire et contre le Second Empire, se conjugue alors avec la lutte contre les nouvelles conditions de travail et de vie engendrées par la révolution industrielle. La gauche républicaine s'organise et cherche à effectuer une synthèse entre la tradition montagnarde de la révolution de 1789-1794 et les questions sociales que le mouvement ouvrier naissant fait surgir.
La Deuxième Internationale est constituée en 1889 à Paris et l'influence des idées de Karl Marx y est dominante. Cependant, les idées libertaires et anarcho-syndicalistes continuent à influencer une partie du mouvement ouvrier, qui manifeste sa méfiance à l'égard de la politique. Après la reconnaissance du droit syndical en 1884, la Confédération générale du travail (CGT) se constitue en 1895. En 1906, elle adopte la « Charte d'Amiens » qui consacre le principe de l'indépendance du syndicalisme par rapport aux partis politiques. De là découle l'absence de liens organiques entre partis et syndicats, principe qui distingue fortement le socialisme français de la social-démocratie de l'Europe du Nord.

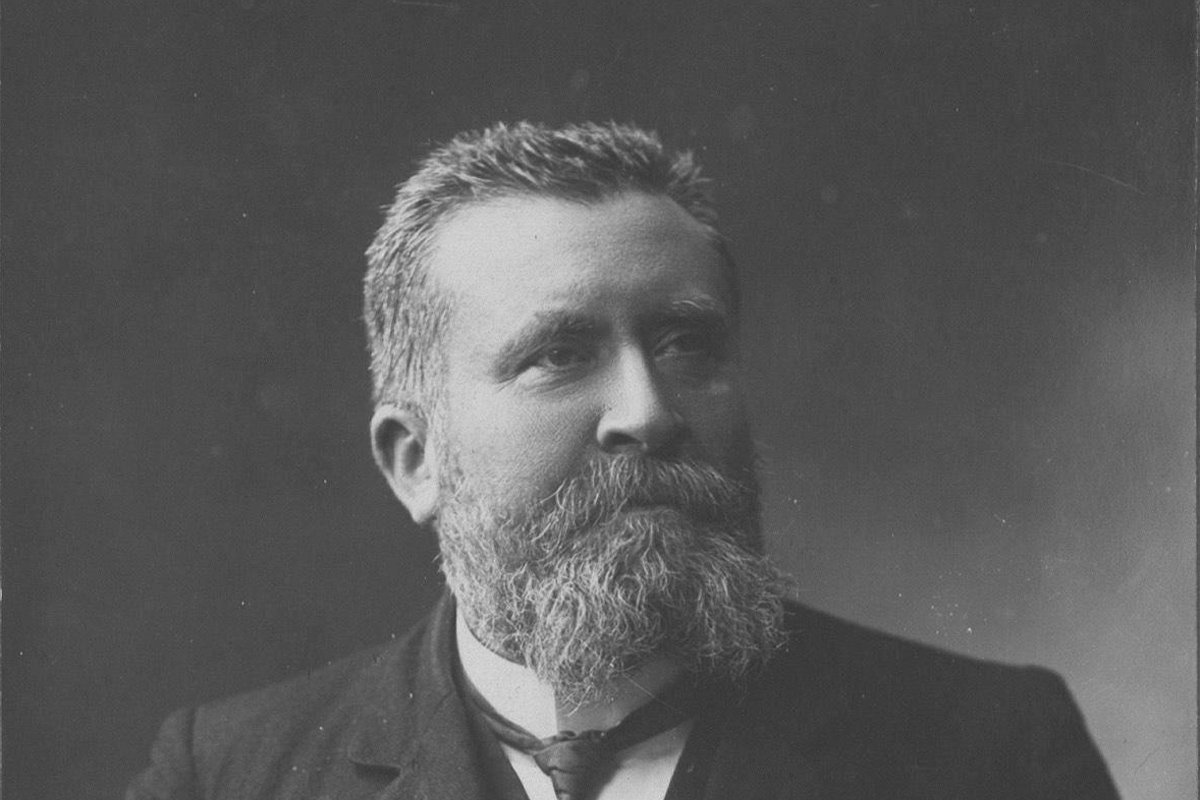
Jean Jaurès.

Le socialisme politique en France s'unifie en 1905 sur injonction de l'Internationale, au congrès du Globe avec la fusion des différents courants socialistes (« guesdistes », « blanquistes », « réformistes »…) dans la nouvelle Section française de l'internationale ouvrière. Peu à peu, le député du Tarn Jean Jaurès s'impose comme la figure majeure du socialisme en France, par son combat pour l'unité, par sa volonté de synthèse entre la république et le socialisme, entre le patriotisme et l'internationalisme, entre les idées marxistes et la tradition de la Révolution française libérale. La Section française de l'Internationale ouvrière (SFIO), qui se veut parti ouvrier, a acquis une large base électorale (en particulier avec le socialisme municipal) et militante : les paysans, les ouvriers, les artisans côtoient les intellectuels et les fonctionnaires.

### 1905-1920: de l'union à la scission

Logo de la Section française de l'Internationale ouvrière.

Les principes de l'internationalisme et du pacifisme portés jusqu'alors par le mouvement ouvrier et la IIe Internationale sont remis en question par l'adhésion de la Section française de l'Internationale ouvrière (SFIO) et de la majorité de la CGT à la politique d'union sacrée au déclenchement de la Première Guerre mondiale. Cependant, l'assassinat de Jean Jaurès, la durée de la guerre, les sacrifices et désillusions qu'elle entraîne, vont faire croître une opposition qui s'organise lors de la conférence de Zimmerwald en septembre 1915, autour de la minorité des dirigeants socialistes de différents pays ayant refusé l'union sacrée, qu'ils considèrent comme une trahison des idées socialistes et internationalistes. En 1917, la révolution russe accentue une poussée à gauche dans le parti et suscite de plus en plus de sympathie. La SFIO, profondément traumatisée et divisée, se trouve donc devant le choix de l'adhésion à la IIIe Internationale, dirigée par Lénine et les bolcheviques.

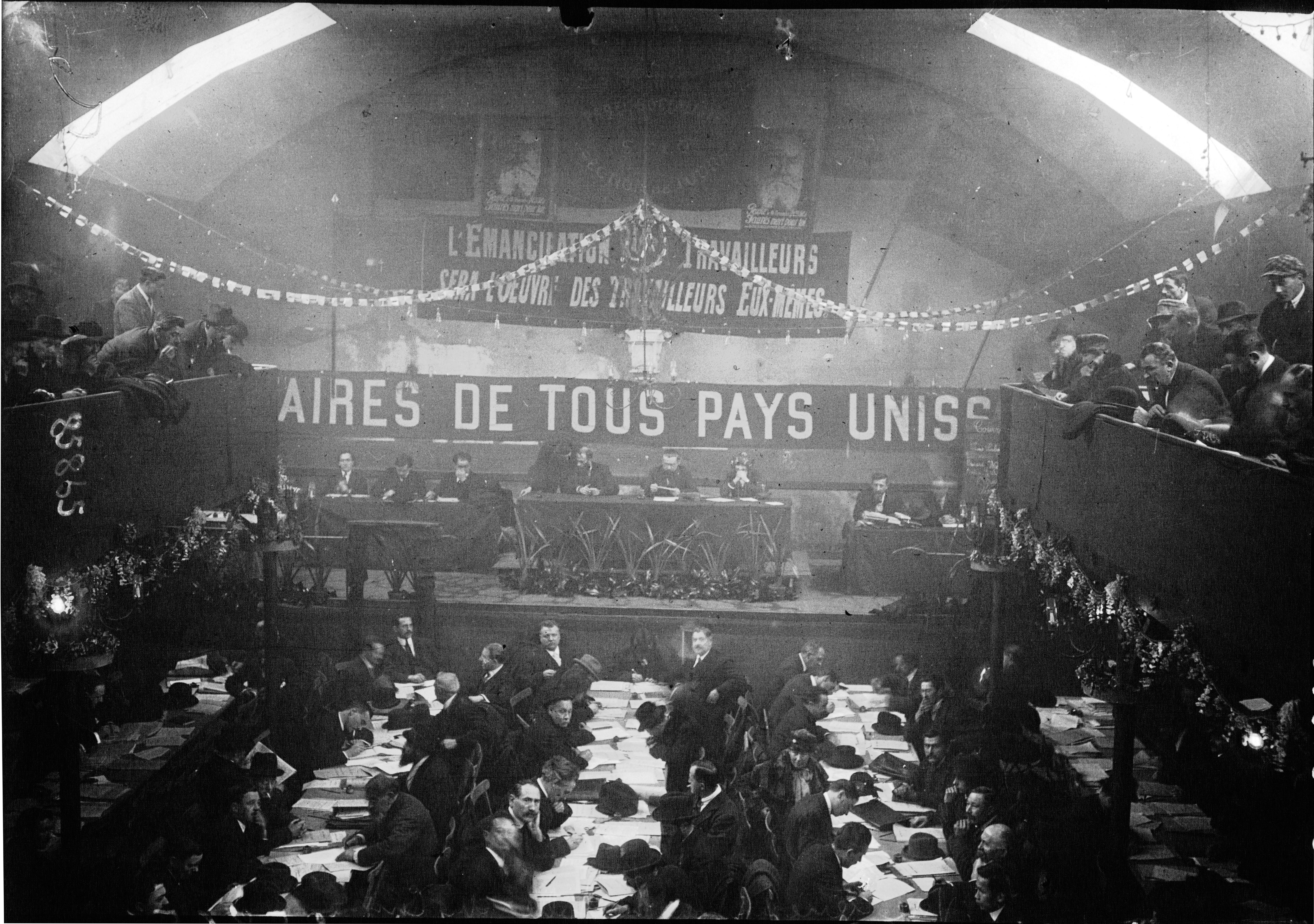
Le congrès de Tours (1920).

Le congrès de Tours de décembre 1920 survient après l'échec électoral de 1919 (chambre « bleu horizon ») et l'échec syndical des grandes grèves de 1920, mais également après la fin de la guerre qui avait vu la majorité des dirigeants socialistes soutenir le gouvernement au nom de l'union sacrée. Par ailleurs, les bolcheviques défendent la possibilité d'une révolution mondiale et tentent par les 21 conditions d'adhésion à la IIIe Internationale de se constituer une avant-garde révolutionnaire dans chaque pays.
Les conditions d'une scission sont réunies : le congrès voit l'opposition entre un socialisme réformiste (basé sur le parlementarisme), position défendue par Blum ; un courant plus révolutionnaire mais refusant de s'affilier à l'Internationale de Lénine, position défendue par Jean Longuet (qui, au niveau international, sera représentée par l'Union des partis socialistes pour l'action internationale) ; et une volonté révolutionnaire d'adhésion à la IIIe Internationale. Les trois-quarts des congressistes votent la motion d'adhésion à l'Internationale Communiste (mais les « 21 conditions » ne sont pas votées), puis créent la Section Française de l'Internationale Communiste (SFIC, puis Parti communiste). La « Vieille Maison » SFIO est maintenue autour de Léon Blum, Jean Longuet et de quelque 20 000 adhérents[réf. nécessaire].

### 1921-1938: le cartel des gauches, le Front populaire

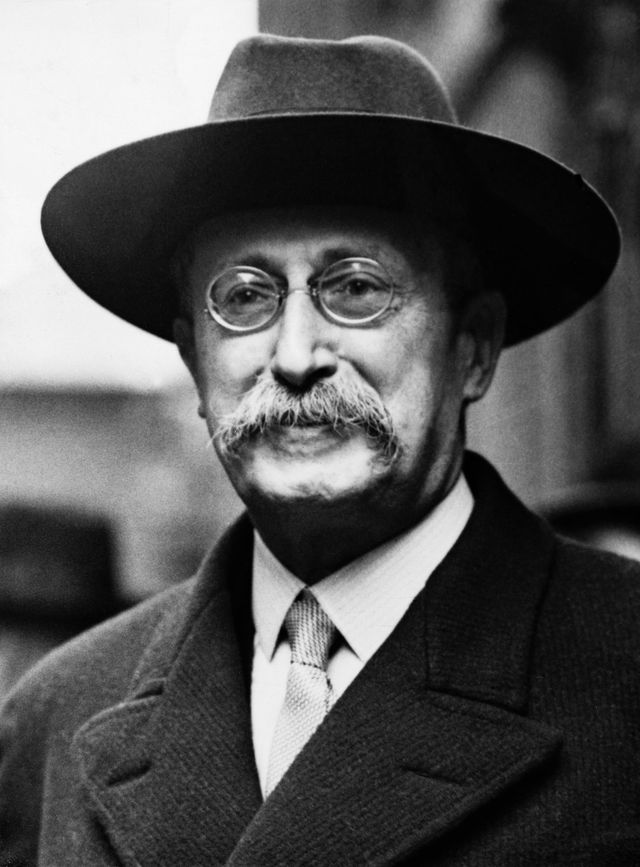
Léon Blum.

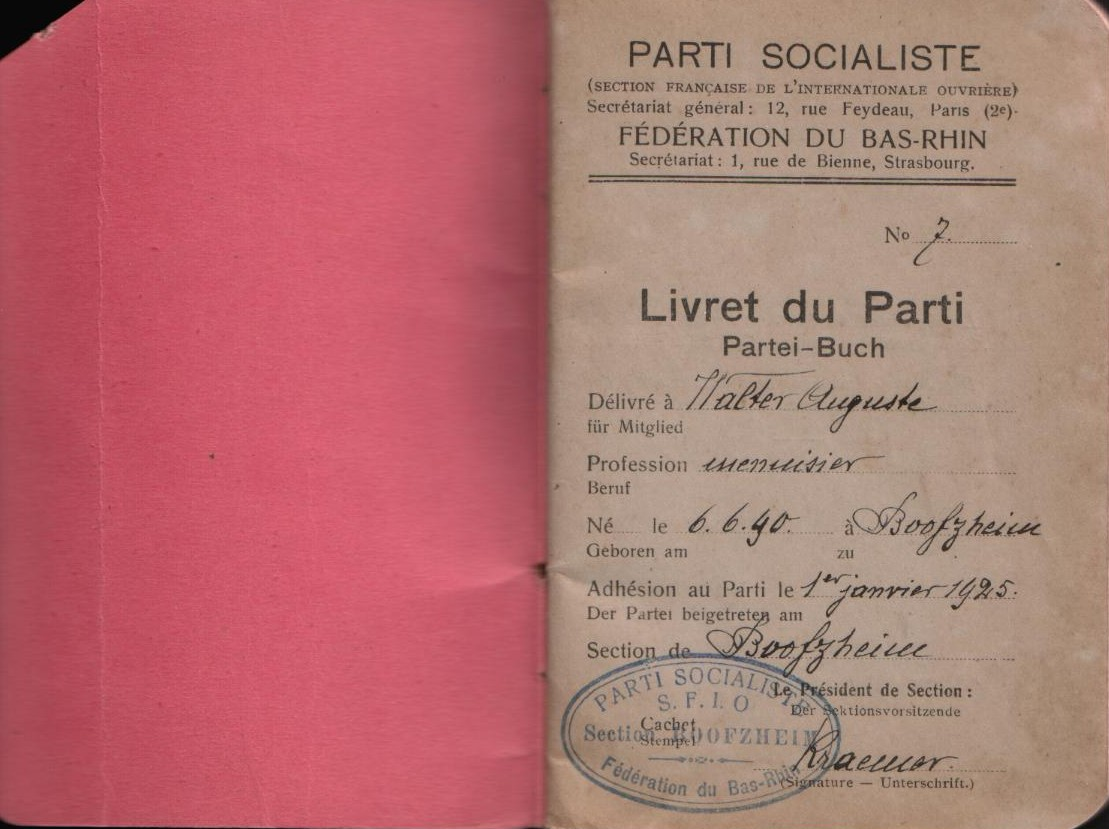
Livret d'adhésion au Parti socialiste (SFIO) d'un menuisier du Bas-Rhin (1925).

Le cartel des gauches entre 1924 et 1926 signe une majorité de gauche à la Chambre autour de la SFIO et des radicaux. Les socialistes pratiquent alors pour la première fois le soutien sans participation au gouvernement.
La stalinisation du PC s'accompagne de nombreuses exclusions et de départs de militants qui, pour certains, reviennent à la SFIO — laquelle redevient ainsi la principale organisation de gauche.
Le Front populaire est constitué en 1935. Après les élections victorieuses de mai 1936, une grève générale spontanée permet d'obtenir un large ensemble de réformes sociales (augmentation des salaires, conventions collectives, congés payés, semaine de 40 heures au lieu de 48, etc.). Le gouvernement dirigé par Léon Blum se constitue en juin 1936. Les difficultés économiques et les rigidités de l'appareil de production amènent le gouvernement à pratiquer une « pause » dans les réformes sociales. La politique de non-intervention dans la guerre d'Espagne divise les socialistes, tandis que les premières réformes étant réalisées, le soutien des radicaux faiblit. Les derniers mois du gouvernement Blum voient une dégradation de la situation. Mis en minorité devant le Sénat en juin 1937, le gouvernement démissionne. En 1938, la SFIO exclut son aile gauche qui crée alors un parti dissident : le Parti socialiste ouvrier et paysan.

### 1939-1958: de la Résistance à laIVeRépublique

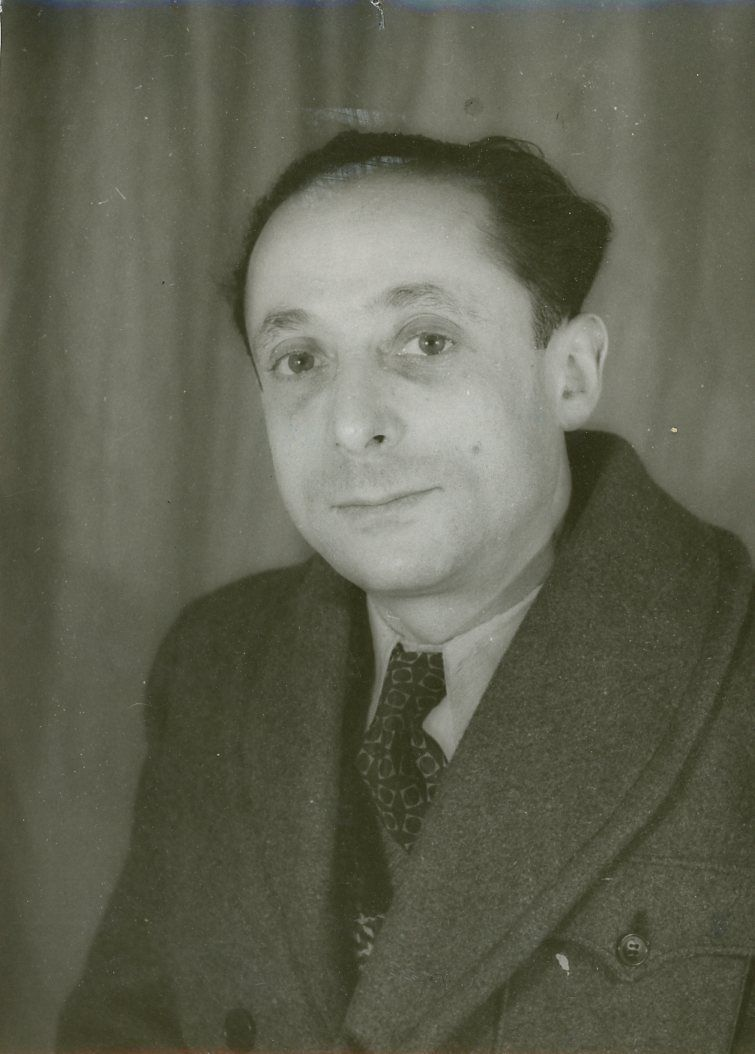
Daniel Mayer.

Les socialistes français restés fidèles à la République se ressaisissent et s'organisent dès 1940 sous l'impulsion, notamment, de Daniel Mayer dans des réseaux de résistance. Le parti SFIO est reconstitué dans la clandestinité sous le nom de Comité d'action socialiste entre mars 1941 et mars 1943. Léon Blum, avant d'être déporté, l'illustre par son comportement au cours du procès de Riom, obligeant Vichy à l'interrompre le 11 avril 1942. Sa prison est le point de ralliement des socialistes résistants, et il les exhorte inlassablement à l'action, jusqu'à ce qu'il soit déporté. Les socialistes forment d'après Marc Sadoun le premier groupe de la Résistance non communiste mais contrairement au Parti communiste, ils ne lient pas la reconstitution du parti et la formation des groupes de combat (sauf en Provence, avec le réseau Brutus et en Bretagne avec l'action de Tanguy Prigent), ce qui limite leur visibilité. Ils sont hégémoniques dès le début à Libération Nord, majoritaires à Libération-Sud et dans les Mouvements unis de la Résistance (MUR) dès leur constitution, influents à Ceux de la Résistance, au sein l'Organisation civile et militaire et, à partir de 1942, dans le mouvement Combat. Seuls Brutus et Libération Nord sont des relais solides pour le Parti socialiste clandestin.
Des membres de la SFIO siègent au Conseil national de la Résistance (CNR) mais aussi quelques-uns dans les arcanes de Vichy. La SFIO pratique une « épuration interne » sévère. Elle édicte des règles sévères quant à la réintégration des cadres du parti, mais l'application locale est plus délicate. Les fédérations sont plus indulgentes que les instances nationales du parti. Sur les 168 parlementaires (députés, sénateurs) d'avant guerre, 53 sont réintégrés sans conditions : les 32 députés encore vivants ayant refusé de voter les pleins pouvoirs à Philippe Pétain (François Camel, Marx Dormoy, Georges Pézières, Léon Roche sont morts durant l'occupation) et 21 réintégrés en vertu de leur « attitude résistante indiscutable ». 84 élus sont définitivement exclus du parti, pour avoir votés les pleins pouvoirs ou pour s'être abstenus ou pour manque de Résistance. L'épuration est l'occasion d'un renouvellement important des cadres : parlementaires, direction nationale, secrétaires fédéraux. De plus, elle coïncide avec un rajeunissement des cadres. L'ascension rapide de Georges Brutelle, résistant de vingt-cinq ans à peine qui devient secrétaire général adjoint en 1947, en témoigne de manière spectaculaire. Certains exclus de la SFIO créent, avec l'ancien secrétaire général Paul Faure, Charles Spinasse et d'autres militants ayant, de près ou de loin, collaboré avec le régime de Vichy, un Parti socialiste démocratique qui rejoint le RGR.
Les socialistes participent au gouvernement avec de Gaulle jusqu'en janvier 1946 puis, selon la formule du tripartisme (SFIO, PCF, MRP), jusqu'en mai 1947. Les réformes de structure réalisées à la Libération et pendant le tripartisme continuent de modeler le visage de la France moderne : vote des femmes, nationalisations, Sécurité sociale (à l'initiative du ministre communiste Ambroise Croizat), comités d'entreprise. La SFIO a joué un rôle essentiel dans la rédaction du programme du CNR.
La SFIO connaît une brève période d'euphorie dans l'immédiat après-guerre. En mai 1945, la plupart des maires socialistes élus lors des élections municipales précédentes (1935) sont réélus, et plusieurs grandes villes basculent dans le camp socialiste, comme Bordeaux, Grenoble, Cherbourg et même la très conservatrice Nice. En janvier 1946, c'est un socialiste, Félix Gouin, qui succède au général de Gaulle à la tête du gouvernement provisoire. Cette année-là, la SFIO compte environ 350 000 adhérents, record historique jamais égalé depuis.

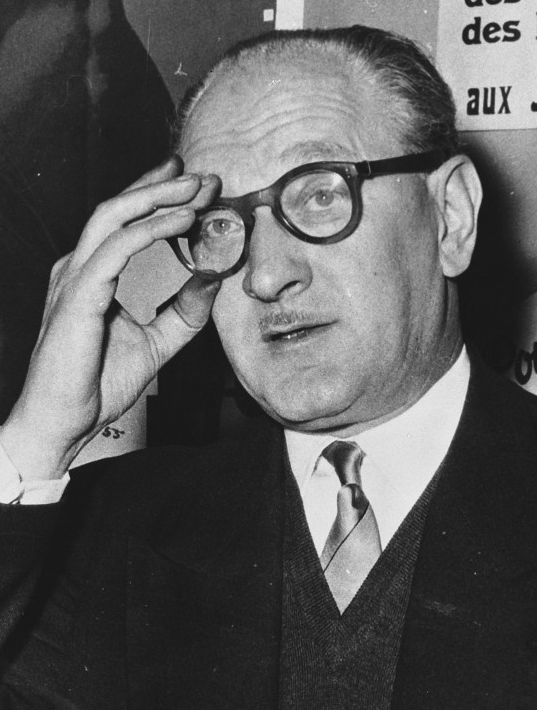
Guy Mollet.

Mais elle se trouve rapidement confrontée, à l'intérieur, au problème de la concurrence du PCF et, à l'extérieur, à la constitution des deux grands blocs antagonistes.
Aux élections constituantes de 1945, le PCF dépasse pour la première fois la SFIO (26 contre 24 %). Le congrès de septembre 1946 se tient alors que le parti traverse une grave crise d'identité. Guy Mollet anime une tendance de gauche composite qui met en minorité la direction sortante (Daniel Mayer) soutenue par Léon Blum.
Guy Mollet affirme sa fidélité à la doctrine marxiste, à la lutte des classes, à l'unité d'action avec le PCF et condamne les « révisionnismes ».
Pour Léon Blum et les socialistes assurant des responsabilités gouvernementales, le souci majeur reste l'instauration du nouveau régime parlementaire sur le plan intérieur et, à l'extérieur, la recherche d'une troisième voie entre le protectorat américain et la dictature stalinienne. Ainsi se comprennent les efforts pour créer une Europe forte et indépendante.
Lors des élections législatives de novembre 1946, la SFIO passe sous le seuil de 18%, largement distancée par le PCF, fort d'une centaine de journaux réunis autour de l'Union française de l'information, qui obtient dans le sillage de la bataille de la production son meilleur score historique, plus de 28,3% des voix.
En mai 1947, le PCF quitte le gouvernement, refusant à la fois la politique indochinoise et le partage de responsabilités gouvernementales de plus en plus lourdes du fait de la grave situation économique et sociale. Dès l'automne 1947, le PCF mène une virulente campagne anti-socialiste et s'affirme toujours plus comme parti totalement stalinien.
En 1950, deux journalistes, Georges Lustac et Henri Noguères, tous deux socialistes, amis et collaborateurs de Gaston Defferre,,,, s'appuient sur le journal Nord Matin et sur Le Provençal pour fonder en 1950 un concurrent de l'AFP, l'Agence centrale de presse, à laquelle sont abonnés quelques années plus tard une vingtaine de journaux régionaux.
La SFIO, engluée dans la troisième force (alliance avec les radicaux et le MRP en opposition à la fois aux gaullistes et aux communistes), connaît un effritement de ses positions électorales et un déclin militant. En 1948 Marcel-Edmond Naegelen, député et membre du comité directeur de la SFIO, devient gouverneur général de l'Algérie. Il couvre la fraude électorale massive favorisant les candidats de l'administration lors des élections de 1948 et 1951 des délégués du second collège de l'Assemblée algérienne, fraude qu'il nie puis justifie.
En 1954, c'est Pierre Mendès France, alors radical socialiste, qui paraît incarner le renouveau de la gauche non communiste. Les difficultés et les drames de la décolonisation amènent les socialistes à prendre la direction d'un gouvernement de Front républicain lors des Élections législatives françaises de 1956, en ayant mené campagne contre la guerre d'Algérie. Outre le traité de Rome sur la CEE, la troisième semaine de congés payés…, l'action politique du gouvernement de Guy Mollet est marquée par la guerre d'Algérie. Mollet ne parvient pas à imposer ses idées à l'Assemblée et aux colons, très hostiles à toute idée de discussions avec le FLN et a fortiori d'indépendance, et il fait voter en 1956 par l'Assemblée les pouvoirs spéciaux à l'armée (loi adoptée par presque tous les groupes représentés au parlement, du Parti communiste au CNIP), ce qui va permettre en particulier une généralisation de la torture. Le service militaire est également porté à 27 mois, et le nombre de soldats français en Algérie passe de 100 000 en 1955 à 600 000 en septembre 1956. Le durcissement de la guerre qui s'ensuit conduisent Pierre Mendès France et Alain Savary à quitter le gouvernement. La SFIO sort profondément divisée et coupée de la jeunesse. Le « molletisme » de la vieille SFIO est largement critiqué. La IVe République ne survit pas au coup de force qui, en mai 1958, ramène de Gaulle au pouvoir.

### 1958-1971: en difficulté face à la droite gaulliste
L'attitude vis-à-vis du régime de Charles de Gaulle divise encore les socialistes de la SFIO. Une minorité de la SFIO ainsi que d'autres élus de la gauche non communiste comme François Mitterrand et Pierre Mendès France, se dressent contre le « coup d'État ». Certains minoritaires de la SFIO quittent le parti et fondent le Parti socialiste autonome, dirigé par Édouard Depreux et Alain Savary. En 1960, le PSA fusionne avec de petits mouvements de chrétiens de gauche et de dissidents communistes, l'Union de la gauche socialiste (Gilles Martinet, Claude Bourdet), Tribune du Communisme (Jean Poperen) pour former le Parti socialiste unifié (PSU).
François Mitterrand crée la Convention des institutions républicaines (CIR) avec Charles Hernu et Louis Mermaz en 1964, alors que la même année le mouvement syndical annonce son renouvellement : la CFTC se divise, aboutissant à la création de la CFDT sous l'impulsion d'Eugène Descamps. Cette période voit naître un grand nombre de clubs politiques de gauche, Club Jean-Moulin, Vie Nouvelle (Jacques Delors)…

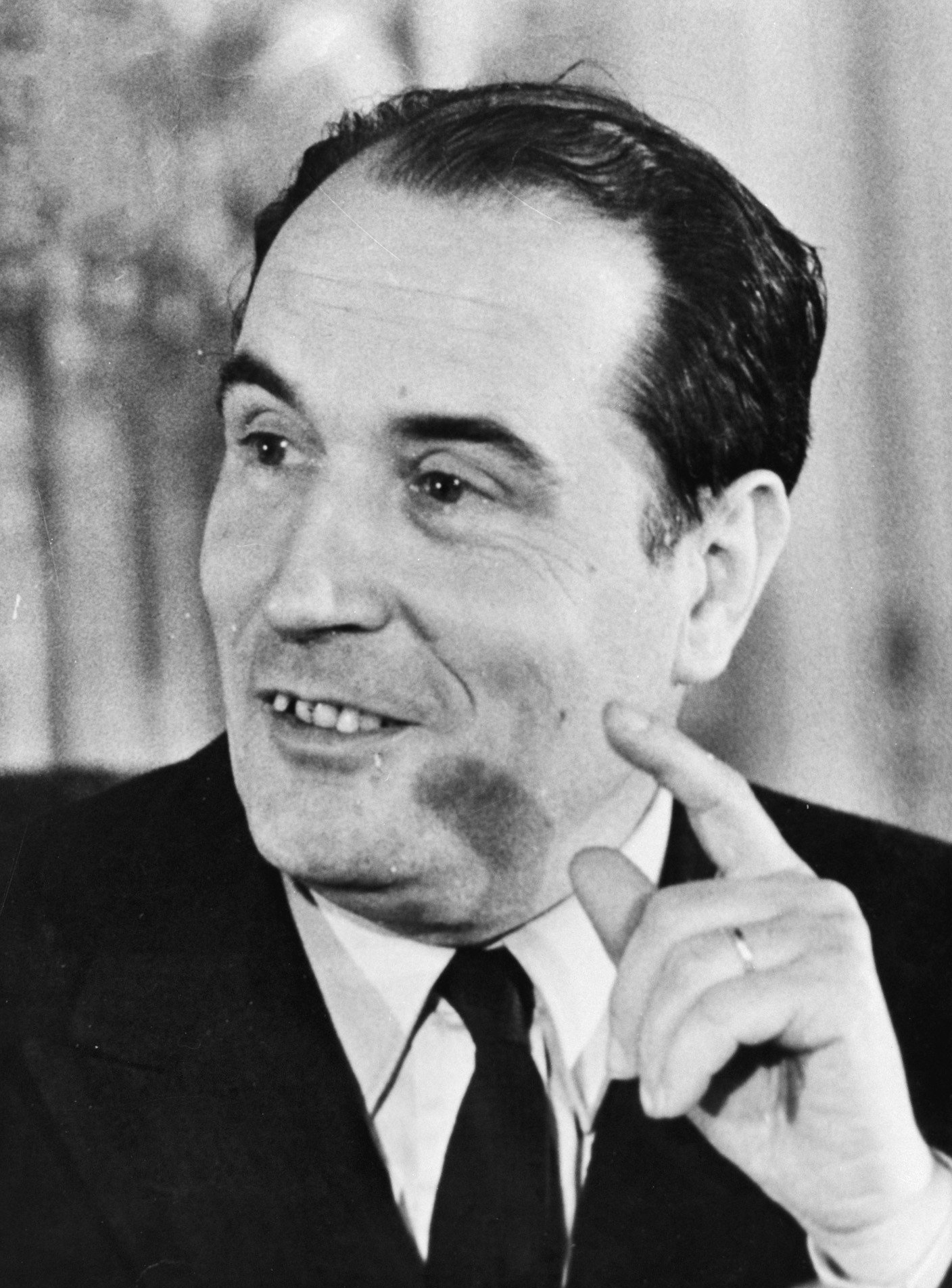
François Mitterrand.

À l'approche de l'élection présidentielle de 1965, Gaston Defferre, soutenu par le centre et le centre gauche, songe un moment à être candidat : la candidature de Monsieur X et son idée de « grande fédération » socialisto-centriste échouent du double fait du MRP et de la SFIO. Dès 1965, François Mitterrand et la CIR proposent une candidature de gauche non communiste. Un rassemblement s'opère avec la Fédération de la gauche démocrate et socialiste (FGDS) qui aboutit à la candidature de François Mitterrand. Il sera soutenu par le PCF, puis, à un degré moindre, par le PSU.
François Mitterrand obtient 32 % des voix au premier tour, mettant ainsi de Gaulle en ballottage à la surprise générale, et 45 % des voix au second tour. En 1966, la FGDS publie son programme et passe avec le PCF un accord électoral de désistement au profit du candidat de gauche le mieux placé. Cet accord est efficace puisqu'il amène l'opposition à un siège de la majorité lors des élections législatives de 1967. C'est même un succès en voix, puisque la gauche obtient 46 % des suffrages exprimés, contre 42,6 % pour les gaullistes et leurs alliés, qui ne gardent le contrôle de l'Assemblée nationale que grâce au découpage des circonscriptions électorales. En février 1968, l'accord entre FGDS et PCF est élargi et laisse supposer une véritable union de la gauche lors des élections suivantes.
Mais le mouvement de mai 68 affaiblit la FGDS en surprenant une gauche non communiste en pleine recomposition, laquelle n'arrive qu'à tenter de récupérer maladroitement les événements (déclaration de F. Mitterrand au stade Charléty le 28 mai sur la « vacance du pouvoir »). Après l'échec du référendum et le départ de De Gaulle en 1969, le nouveau Parti socialiste, fondé au congrès d'Alfortville le 4 mai 1969, désigne Gaston Defferre comme candidat à la présidence de la République. L'échec du tandem formé par Gaston Defferre et Pierre Mendès France (un peu plus de 5 % des voix, tandis que Michel Rocard, alors candidat du PSU obtient 3,6 % des voix) précipite la recomposition du parti. Le PS s'élargit au congrès d'Issy-les-Moulineaux du 11 au 13 juillet 1969 : formé de la SFIO (Guy Mollet, Pierre Mauroy, Gaston Defferre, Jean-Pierre Chevènement) de l'UCRG (Alain Savary) de l'UGCS (Jean Poperen), il fait de l'unité de la gauche un axe politique.

### 1971-1995: l'«ère» Mitterrand

« La rose au poing », emblème historique du PS.

#### 1971-1981: rénovation et reconquête électorale
C'est le congrès d'Épinay, en 1971, qui marque l'étape la plus importante de l'unité et de la rénovation du socialisme. Au PS s'agrègent désormais la CIR et une partie du « courant chrétien », comme une partie d'Objectif socialiste, le mouvement de Robert Buron. Le congrès d'Épinay élit François Mitterrand comme premier secrétaire et donne mandat à sa direction de préparer un accord de gouvernement avec le PCF. En mars 1972, le congrès de Suresnes adopte le programme « changer la vie ». Le 27 juin, le « programme commun de gouvernement » est signé avec le PCF et contresigné par les radicaux de gauche peu après. En mars 1973, les élections donnent plus de 48 % des voix à la gauche et le PS rattrape le PCF pour la première fois de l'après-guerre. En 1974, après la mort de Georges Pompidou, François Mitterrand est à nouveau le candidat unique de la gauche. Il échoue de peu face à Valéry Giscard d'Estaing (49,19 % des voix au second tour) et ce résultat marque la progression des socialistes et de la gauche dans le pays.
Les élections cantonales de 1976 et de 1979, ainsi que les élections municipales de 1977, sont un succès pour la gauche et surtout pour les socialistes, qui devancent nettement les communistes : en mars 1976, le PS obtient 26 % des suffrages exprimés contre 23 % au PCF, quatorze présidences de conseils généraux basculent à gauche, dont neuf pour les socialistes, trois pour les radicaux de gauche et deux pour les communistes ; un an plus tard, la gauche remporte 157 des 221 villes de plus de 30 000 habitants, dont 81 pour le Parti socialiste (44 en 1971) ; en 1979, la gauche enregistre un gain net de deux conseils généraux.
Cette dynamique précipite le rassemblement des courants socialistes, qui se concrétise aux « Assises du socialisme », en octobre 1974, avec l'entrée d'une partie des adhérents du PSU (Michel Rocard, Robert Chapuis), de membres de la CFDT (Jacques Chérèque, Jacques Delors) et de la troisième composante (Vie nouvelle, groupes d'action municipale, objectif socialiste…) qui rejoignent, pour l'essentiel, la majorité du parti.
Au congrès de Pau, en 1975, le CERES de Jean-Pierre Chevènement cesse de faire partie de la majorité du parti et constitue désormais la minorité.

#### 1981-1995: présidence de François Mitterrand

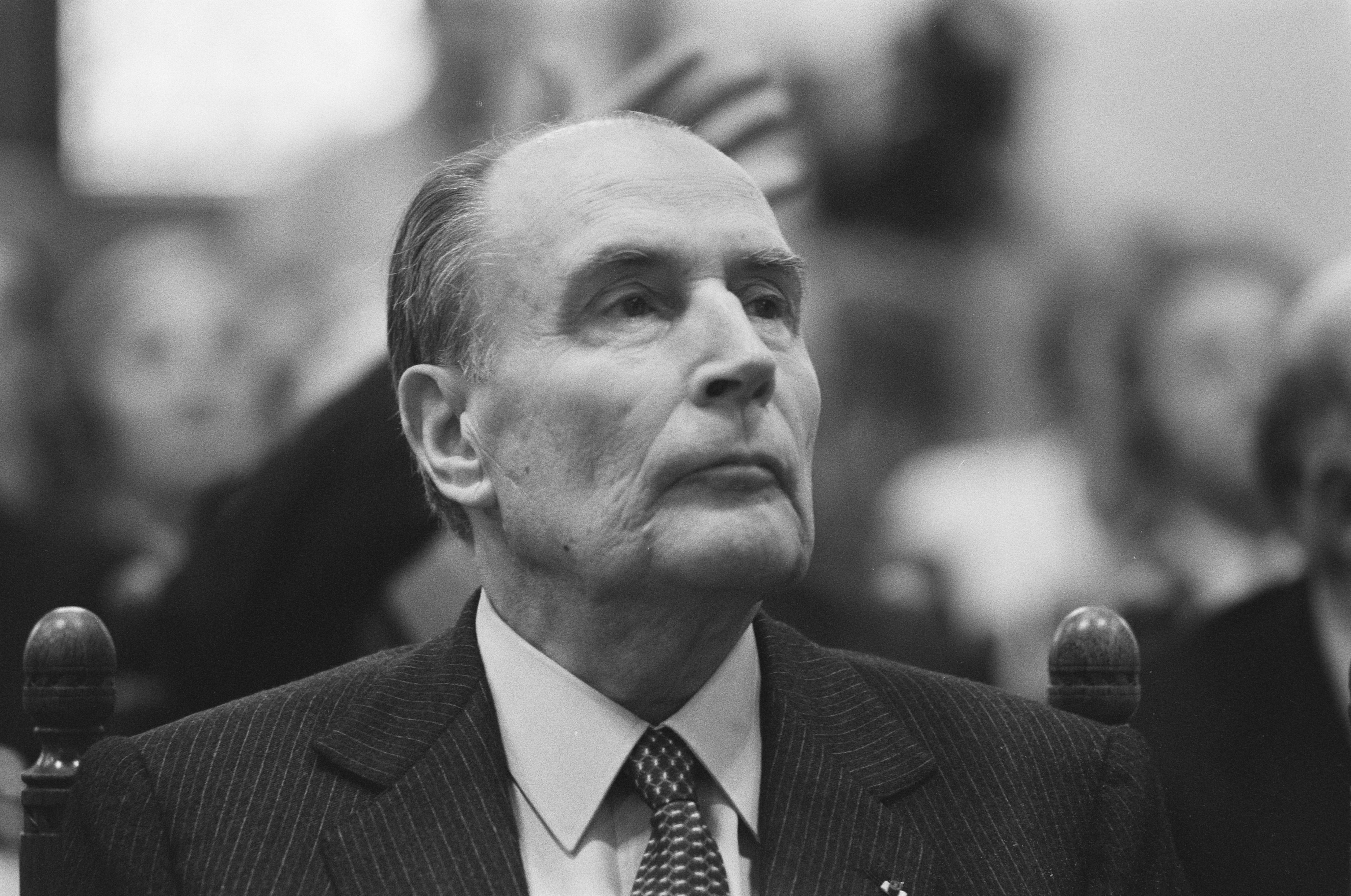
François Mitterrand en 1988.

Le 10 mai 1981, l'élection de François Mitterrand à la présidence de la République ouvre une période nouvelle dans l'histoire du socialisme français. C'est la première alternance politique entre la gauche et la droite sous la Ve République. Les élections législatives de juin sont un triomphe électoral pour les socialistes : pour la première fois de leur histoire, ils obtiennent la majorité absolue à l'Assemblée nationale et devancent nettement le PCF qui enregistre un recul certain, perdant sa base électorale composée d'ouvriers au profit des socialistes. Pierre Mauroy forme un gouvernement auquel participent quatre ministres communistes et ce jusqu'en juillet 1984, mois au cours duquel Fabius devient Premier ministre.
Lionel Jospin succède à François Mitterrand à la direction du parti. Dans un premier temps, le gouvernement Pierre Mauroy mène une politique de relance et de profondes réformes, conforme aux 110 Propositions du candidat Mitterrand (abolition de la peine de mort, augmentation sensible du SMIC, du minimum vieillesse et des allocations familiales, réduction du temps de travail à 39 heures, possibilité de prendre sa retraite à 60 ans, nationalisations, décentralisation, nouveaux droits des travailleurs, dépénalisation de l'homosexualité, libération des médias, radios libres, Fête de la Musique, etc.).
Mais rapidement, la crise économique internationale, le refus opposé par Ronald Reagan et Margaret Thatcher de soutenir une politique de relance coordonnée et les faiblesses persistantes des entreprises françaises conduisent le gouvernement de Pierre Mauroy à opter dès 1982, et surtout en 1983, pour une politique de « rigueur économique ». Ces décisions découlent certes du choix fondamental de l'économie ouverte et de la construction européenne, mais aussi indéniablement des profondes réformes de 1981. Dans le domaine européen, les socialistes français jouent un rôle très important, sous l'impulsion du président Mitterrand, comme leurs prédécesseurs l'avaient fait sous la IVe République. Jean-Pierre Chevènement quitte le gouvernement pour protester contre la politique de rigueur, baptisée par Lionel Jospin : « la parenthèse libérale ».
L'inflation est maîtrisée, l'économie française modernisée, mais les effets positifs de cette politique sont sérieusement limités sur le front du chômage. Le PS perd du terrain aux élections municipales de 1983 et surtout aux élections cantonales de 1985. Aux européennes de 1984, si la baisse est assez limitée, le parti communiste voit son score réduit de moitié. Le 18 juillet 1984, Laurent Fabius remplace Pierre Mauroy comme Premier ministre et forme un gouvernement auquel les communistes refusent de participer.
En politique intérieure, les socialistes achèvent la décentralisation, réforment la formation professionnelle et infléchissent la politique d'aménagement du territoire (loi Montagne et loi Littoral).
Le congrès de Toulouse, en 1985, traduit l'évolution idéologique et politique du parti en particulier vers la culture de gouvernement. Jacques Delors parle d'« un petit Bad Godesberg ». Les socialistes perdent les élections législatives de 1986, qui se déroulent pour la première et unique fois (sous la Ve République) à la proportionnelle départementale, mais obtiennent cependant un score honorable : 31,2 % (contre 22,8 % en 1978). François Mitterrand demeure président de la République et nomme Jacques Chirac à la tête du gouvernement. De 1986 à 1988 c'est la « cohabitation ». Le Parti socialiste est dans l'opposition.

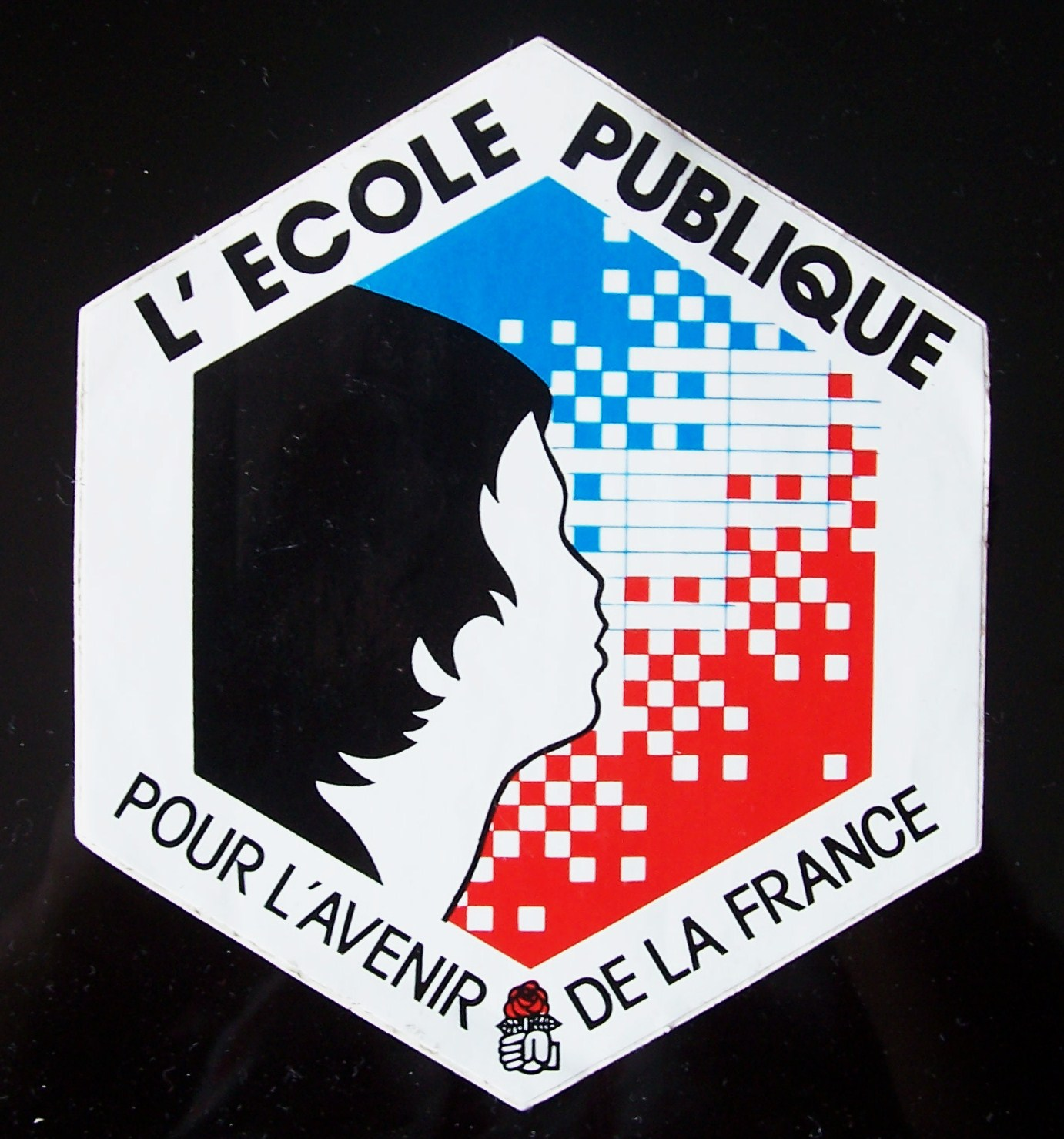
Autocollant édité par le PS lors des manifestations de janvier 1994.

En 1988, François Mitterrand est largement réélu avec 54 % des voix. Le candidat socialiste, qui a fait campagne sur le thème de la « France unie », se prononce pour une certaine ouverture de la majorité. Les élections législatives donnent une majorité relative au PS. Michel Rocard est nommé Premier ministre. En intégrant des personnalités dites d'ouverture, issues de la « société civile » et du centre, son gouvernement reflète la réalité de la majorité présidentielle, mais le PS est le seul grand parti à le soutenir. Dans le parti, le départ de Lionel Jospin du premier secrétariat provoque des tensions au sein du courant majoritaire mitterrandiste. Pierre Mauroy est élu premier secrétaire contre Laurent Fabius. Deux ans plus tard, le congrès de Rennes voit s'opposer durement les partisans de la motion 1 (Mauroy-Mermaz-Jospin) et ceux de la motion 5 (Laurent Fabius). Finalement, Pierre Mauroy est réélu à l'unanimité après une synthèse générale qui associe à la direction du parti l'ensemble des courants qui s'étaient exprimés à travers la présentation de sept motions différentes.
En 1990, François Mitterrand engage la France dans la guerre du Golfe. Ce choix est contesté par les amis de Jean-Pierre Chevènement, qui quittent le PS pour fonder le Mouvement des citoyens (MDC).
Au-delà de cette petite scission, le Parti socialiste est de plus en plus sévèrement critiqué à sa gauche, notamment pour avoir défendu le traité de Maastricht, ratifié par un referendum positif en 1992, à 51 %. Les nouvelles formations comme le MDC, ainsi que les organisations protestataires — notamment altermondialistes — ne pardonnent pas aux socialistes de soutenir une Europe qualifiée de trop peu politique et sociale, servant seulement à soutenir une économie libérale.
Les années Mitterrand sont également marquées par de nombreuses affaires, qui causent, avec l'échec de la lutte contre le chômage, la déroute électorale de 1993. Édouard Balladur accède au poste de Premier ministre.

### 1997-2017: l'«ère» Hollande

#### 1995-2002: le «droit d'inventaire» de Lionel Jospin

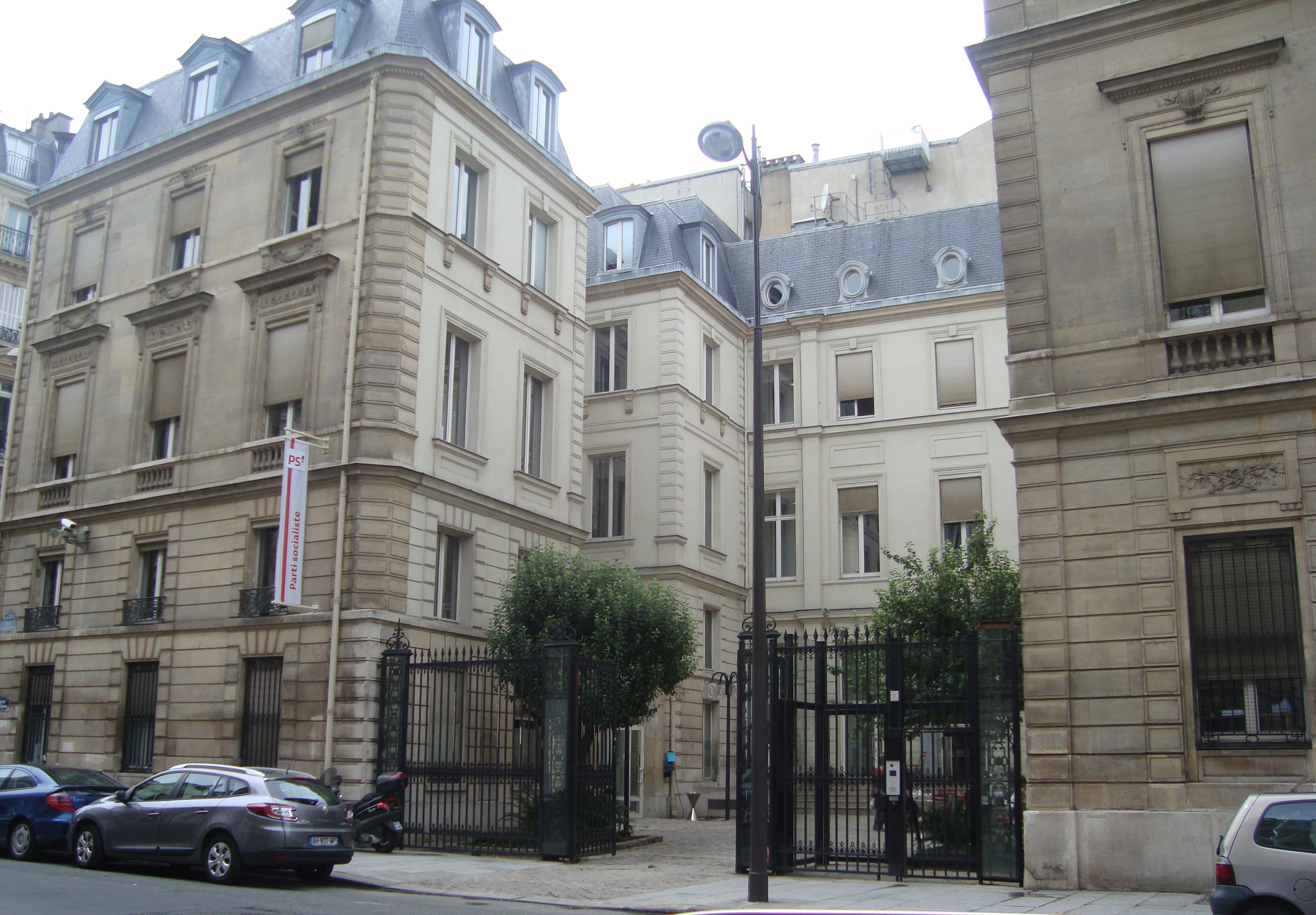
Le siège du PS de 1981 à 2017, 10, rue de Solférino.

En décembre 1994, le retrait de Jacques Delors de l'élection présidentielle ouvre une période incertaine. Pour la première fois dans l'histoire du Parti socialiste, deux candidats à la candidature se confrontent : Lionel Jospin sera finalement choisi contre Henri Emmanuelli au cours d'une primaire par un vote direct et secret des militants. À 65,83 % contre 34,17 % des voix, le vote avantage largement Lionel Jospin. Ce dernier se trouve investi lors d'une convention de désignation le 5 février 1995, qui marque le lancement de la campagne présidentielle. Réclamant un « droit d'inventaire » sur le bilan socialiste, Lionel Jospin réussit à être en tête des candidats du premier tour, avec plus de 23 % des voix mais perd au second tour avec 47,3 % des suffrages face à Jacques Chirac. Quittant la présidence de la République, François Mitterrand encourage les socialistes à affronter le cycle politique qui s'ouvre. Il meurt quelques mois plus tard, le 8 janvier 1996. Après la présidentielle, Henri Emmanuelli cède sa place à l'ex-candidat Jospin, qui fait adopter par les militants l'élection du premier secrétaire au suffrage direct des adhérents. Le 14 octobre 1995, il est élu avec 94,16 % des voix.
Après la dissolution de l'Assemblée nationale par Jacques Chirac, la Gauche plurielle (alliance du PS avec le PCF, Les Verts, le PRG et le MDC) remporte les élections législatives de 1997 et Lionel Jospin est nommé Premier ministre par Jacques Chirac le 2 juin 1997, inaugurant la Troisième cohabitation. François Hollande, choisi par Lionel Jospin pour lui succéder à la tête du PS, est élu premier secrétaire le 27 novembre 1997 avec 91 %, contre 9 % à Jean-Luc Mélenchon.
La conjoncture économique associée à des choix politiques s'appuyant sur la relance par la consommation est très bonne : près d'un million d'emplois sont créés. Des mesures comme la réduction du temps de travail sont prises pour aider à la reprise de l'emploi (35 heures mises en place par Martine Aubry), celle-ci demeure discutée, y compris par des économistes qui mettent en doute la pertinence d'une telle mesure, mais sa contribution à la réduction du chômage est indéniable même si elle ne peut être précisément comptabilisée. Le Ministre de l'Intérieur Jean-Pierre Chevènement démissionne le 29 août 2000 pour protester contre la mise en place des Accords de Matignon concernant la Corse.
Ces années sont aussi marquées par :
- le référendum sur le quinquennat présidentiel (2000) ;
- l'adoption du traité d'Amsterdam (1997, ratifié en 1999) réformant les institutions de l'Union européenne ;
- l'introduction de l'euro ;
- le vote de la Loi organique relative aux lois de finances (LOLF, 2001 );
- le vote de la Loi relative à la solidarité et au renouvellement urbains (loi SRU, 2000) instaurant un quota de 20 % de logement social dans chaque commune ;
- l'adoption du PACS et création du congé de paternité ;
- le vote de la loi sur la Parité ;
- le vote de la loi établissant la Couverture maladie universelle (CMU) et de l'Allocation personnalisée d'autonomie pour les personnes âgées et dépendantes ;
- l'institution de l'Aide médicale d'État (AME, 2000) ;
- Loi no 98-657 du 29 juillet 1998 d'orientation relative à la lutte contre les exclusions. Donne entre autres le droit d'ouvrir un compte bancaire aux plus démunis, dont les étrangers en situation précaire, notamment les sans-papiers[62] ;
- la mise en place de 700 000 emplois-jeunes et de la création de la prime pour l'emploi (2001) ;
- la relance des privatisations (ouverture du capital de France Télécom, privatisation des assurances Gan, etc.) ;
- le vote de la Loi Voynet sur l'aménagement du territoire (1999) ;
- le vote de la Loi Allègre de 1999 sur l'innovation et la recherche et de la mise en place, contestée à gauche, de la réforme LMD ;
- la Loi Taubira de 2001 sur l'esclavage ;
- la loi Guigou du 15 juin 2000 sur la présomption d'innocence ;
- Loi du 17 juin 1998 relative à la prévention et à la répression des infractions sexuelles ainsi qu'à la protection des mineurs. Celle-ci instaure le suivi socio-judiciaire ;
- la Loi sur la sécurité quotidienne du 15 novembre 2001 ;
- la suppression des fonds spéciaux de l'Élysée.

#### 2002: échec au premier tour de la présidentielle
Au bout d'une cohabitation de cinq années avec Jacques Chirac, le 20 février 2002, Lionel Jospin est désigné candidat officiel du PS à l'élection présidentielle à l'issue d'un vote interne quasi unanime. Le slogan de la campagne socialiste est « Présider autrement ».
Avec seulement 16,18 % des suffrages exprimés, le candidat socialiste est éliminé dès le premier tour. Ce « 21 avril » est un traumatisme pour les socialistes, qui appellent à voter par défaut au second tour pour Jacques Chirac contre le candidat du Front national, Jean-Marie Le Pen. Le soir du premier tour, Lionel Jospin annonce son intention de se retirer de la vie politique dès la fin effective de la législature. Par les élections législatives qui suivent la présidentielle, les Français confirment la défaite des socialistes et placent le PS dans l'opposition. Dans le courant de l'été qui suit, le premier secrétaire, François Hollande, intègre Laurent Fabius et ses partisans au sein de la direction.

#### 2002-2012: dans l'opposition

##### 2002-2007: succès locaux et échec à la présidentielle de 2007
Le congrès de Dijon de mai 2003 se déroule dans un profond mouvement d'introspection causé par l'échec de 2002 et les inquiétudes face au score de l'extrême gauche. François Hollande y pose la question de la pratique gouvernementale à long terme et ses alliés le pressent d'adopter une ligne « réformiste de gauche », tandis que des pôles de rénovation se créent autour du Nouveau Parti socialiste (NPS), constitué à la suite d'un appel lancé en octobre 2002 par Benoît Hamon, Julien Dray, Christian Paul, Arnaud Montebourg, alors président de la Convention pour la sixième République, et Vincent Peillon, qui critiquent le « social-libéralisme » et qui revendiquent une VIe République parlementaire. Une autre partie de l'aile gauche, représentée par l'ex-Gauche socialiste et le courant « Démocratie - Égalité » — qui rassemblait les amis d'Henri Emmanuelli et les ex-poperénistes, dont le député des Landes Alain Vidalies, membre du Bureau national du PS —, fusionne en 2002 au sein du courant « Nouveau Monde » autour d'Henri Emmanuelli et Jean-Luc Mélenchon.
Les clivages persistent sur l'analyse de la défaite lors du second tour de la présidentielle, le 21 avril 2002. Pour la direction, elle ne s'est pas faite franchement sur un bilan plutôt jugé par tous comme positif, mais surtout sur un manque de souffle et de perspectives. Il s'agirait alors de définir une plate-forme programmatique pour esquisser le concept d'une « gauche durable », c'est-à-dire capable de gagner les élections successivement, mettant ainsi un terme aux mécaniques de balanciers ou d'alternance, qui empêchent l'installation d'un projet politique à long terme. Pour les courants de gauche, le gouvernement Jospin a été sanctionné à cause d'une politique qualifiée de social-libérale.
Aux élections régionales et cantonales de 2004, la gauche remporte 24 régions sur 26 (20 régions sur les 22 de la métropole, et les quatre régions d'outre-mer) ainsi que la majorité des conseils généraux (pour la première fois depuis 1946). Cette tendance est confirmée aux élections européennes de juin 2004, où le PS emporte 31 sièges (contre 22 sortants) avec 28,9 % des suffrages exprimés (record pour un parti se présentant seul à cette élection en France) et devient la plus forte délégation au sein du groupe socialiste européen.
En 2004, le PS prend position en faveur du mariage homosexuel, Lionel Jospin et Ségolène Royal y étant toutefois opposés. Cette dernière évolue, proposant en 2007 un débat à l'Assemblée sur le sujet si elle est élue présidente. En 2012, il s'agit d'un engagement de campagne de François Hollande.
Au niveau européen, les chefs d'État signent après modification par la Conférence intergouvernementale le Traité établissant une constitution pour l'Europe (TCE) proposé par la Convention sur l'avenir de l'Europe présidée par Giscard. Le Parti socialiste demande auprès du président Jacques Chirac la tenue d'un référendum national sur le sujet.
Afin de dégager une ligne officielle, François Hollande convoque une consultation interne le 1er décembre 2004 où les adhérents du PS se prononcent à plus de 58 % en faveur de sa ratification. Ce résultat ne suffit toutefois pas à rassembler. Certains partisans du non comme Laurent Fabius, Jean-Luc Mélenchon, Marc Dolez ou Henri Emmanuelli décident de mener campagne contre l'adoption du traité, en dépit du vote des militants. Certains (comme l'hebdomadaire Marianne) évoquent des malversations lors de ce vote [réf. nécessaire], notamment dans les fédérations du Nord et des Bouches-du-Rhône.

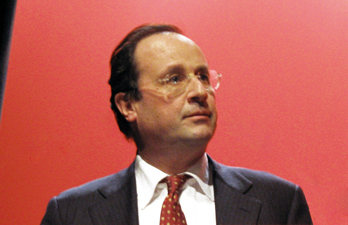
François Hollande en 2006.

Le référendum du 29 mai 2005 se conclut par la victoire du non à presque 55 %. Selon les sondages, la majorité des électeurs socialistes qui se sont rendus aux urnes ce jour-là ont voté non.
Lors du Conseil national du 4 juin 2005, Laurent Fabius et ses proches sont exclus du secrétariat national, pour ne pas avoir respecté le vote interne. Les partisans du « non » n'ayant pas ouvertement fait campagne contre la ligne du parti sont quant à eux maintenus.
Afin de se voir renouvelée la confiance des militants, le premier secrétaire François Hollande convoque un congrès anticipé pour le 18 novembre 2005 au Mans.
Dans la perspective de l'élection présidentielle de 2007, l'ouverture à l'investiture du candidat ou de la candidate socialiste a eu lieu en novembre 2006. Le 9 mars 2006, le Parti socialiste lance dans ce but une vaste campagne d'adhésion par internet, en réduisant jusqu'au 1er juin 2006 le montant de l'adhésion à 20 euros. Pour la première fois, la démarche d'adhésion peut se faire en ligne sur le site du Parti, ce qui porte début juin ses troupes à un niveau jamais atteint depuis les années 1980 : 202 000 militants. Paris serait devenue la première fédération du Parti socialiste en nombre d'adhérents, ce qui serait une première dans l'histoire du parti (cette place était détenue avant-guerre par la fédération de la Seine, puis depuis 1945 du Nord et du Pas-de-Calais)[réf. nécessaire].
Conformément aux engagements pris lors du congrès du Mans (2005), la direction nationale du parti entreprend un vaste programme de rénovation interne qui comprend l'objectif de la parité dans les investitures pour les élections législatives de 2007, un effort sur la diversité, la refonte des outils de communication et de campagne (fichier centralisé, mise à niveau des outils internet) ainsi que la facilitation de l'adhésion.

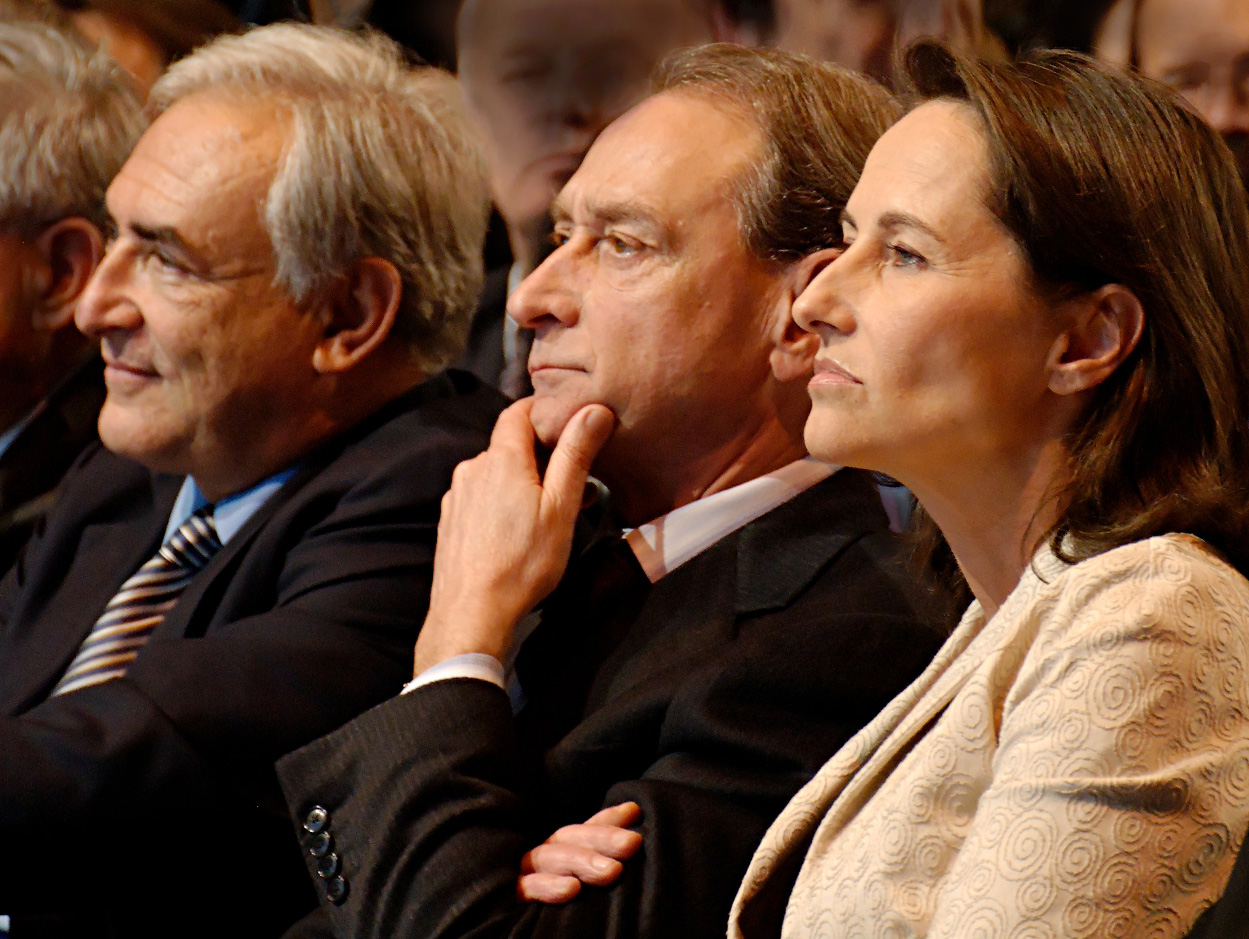
Dominique Strauss-Kahn, Bertrand Delanoë et Ségolène Royal en février 2007, à Paris.

Le projet socialiste, adopté le 22 juin par les adhérents (85 % des suffrages exprimés) et ratifié le 30 juin 2006 lors d'une convention nationale de ratification, est présenté comme étant celui des candidats socialistes pour les élections législatives tout comme celui dont devra largement s'inspirer la personne investie par le parti pour porter les couleurs socialistes à l'élection présidentielle de 2007.
L'arrivée de nouveaux adhérents a modifié la sociologie du parti : selon une étude de Frédéric Sawicki et Rémi Lefebvre dans la fédération du Nord, seuls 10 % des adhésions seraient celles d'anciens compagnons de route, contre 90 % sans lien avec le parti jusque-là. L'âge moyen a baissé de 55 à 43 ans (15 % de retraités, contre 40 %) ; la féminisation a progressé tout en restant assez loin de la parité ; le nombre d'adhérents titulaires d'un bac+3 est passé de 30 à 54 % ; une ouverture aux salariés du privé a réduit la place occupée par les fonctionnaires et militants syndicaux.
Ces changements renforcent certainement la base de Ségolène Royal, qui jouit d'une forte sympathie dans l'opinion. Elle ne fait partie d'aucun courant et défend des thèmes, commentés comme polémiques ou audacieux pour la famille socialiste, comme la famille ou la sécurité tout en donnant quelques accents « alters » à ses prises de position, notamment en faveur de la démocratie participative ou contre les OGM. Alors qu'ils sont à la tête des réseaux les mieux structurés au sein du PS, les « présidentiables » Laurent Fabius et Dominique Strauss-Kahn ne réussissent pas à s'imposer selon les sondages et les médias et que d'autres figures du PS, comme Lionel Jospin, Jack Lang, Bernard Kouchner, renoncent à leur candidature faute d'écho de celle-ci. Le 16 novembre 2006, lors du vote interne pour la désignation de la candidature socialiste à la présidentielle, Ségolène Royal est plébiscitée par les adhérents (176 230 adhérents ont voté) avec 60,62 % des suffrages, devançant largement Dominique Strauss-Kahn (20,83 %) et Laurent Fabius (18,54 %).
Ségolène Royal présente son programme présidentiel le 11 février 2007. « Le programme de Ségolène Royal est vraiment socialiste » assure François Hollande, premier secrétaire du Parti socialiste. Cette observation vient en réponse aux inquiétudes suscitées par la précampagne, où la candidate se posait souvent en rupture par rapport aux discours traditionnels de la gauche.
Le 22 avril 2007, lors du premier tour de la présidentielle, Ségolène Royal accède au second tour de la présidentielle avec 25,87 % des voix. Le soir même, Dominique Voynet, Olivier Besancenot, Arlette Laguiller, José Bové et Marie-George Buffet appellent à voter Royal lors du second tour du 6 mai. En revanche, elle ne bénéficie pas du soutien du candidat UDF, François Bayrou.
Le 6 mai 2007, la candidate du Parti socialiste Ségolène Royal réunit 46,94 % des votants (soit 16 790 611 voix), contre 53,06 % à son adversaire Nicolas Sarkozy, qui est donc élu Président de la République.

##### 2007-2008: dissensions internes, congrès de Reims
La défaite lors du second tour de la présidentielle, en avril 2007, bien qu'annoncée par de nombreux sondages avant les dates de scrutin, amène à nouveau la gauche à se remettre en question : Laurent Fabius et Dominique Strauss-Kahn appellent dès les résultats à une refonte de la pensée socialiste, tandis que Olivier Besancenot, candidat de la Ligue communiste révolutionnaire (LCR), appelle à la création d'un Nouveau Parti anticapitaliste qui s'opposerait à la ligne social-libérale représentée par le PS.
De plus, le gouvernement François Fillon débauche, dans le cadre de sa politique d'ouverture, trois membres du PS. Le fondateur de Médecins du monde, Bernard Kouchner, est ainsi nommé ministre des Affaires étrangères, tandis que l'ex-directeur adjoint du cabinet de Jospin, Jean-Pierre Jouyet, signataire de l'appel « des Gracques » (club social-libéral) à une alliance PS-UDF pendant la campagne présidentielle de 2007, est nommé secrétaire d'État aux Affaires européennes auprès de Kouchner. Enfin, Éric Besson, qui avait quitté le PS, le 21 février 2007, pour rejoindre l'équipe de Sarkozy, est nommé secrétaire d'État auprès du Premier ministre, chargé de la Prospective et de l'évaluation des politiques publiques. Tous ces transfuges, ayant causé de fortes perturbations à l'intérieur du parti, sont par la suite exclus.
Enfin, Sarkozy écarte Dominique Strauss-Kahn de la scène nationale en le soutenant comme candidat de la France à la présidence du Fonds monétaire international (FMI), poste qu'il obtient le 28 septembre 2007, après le renoncement de son rival au sein de l'UE, l'ex-Premier ministre polonais Marek Belka.
À l'issue de la présidentielle, François Hollande déclare ainsi vouloir rester à la tête du PS jusqu'au prochain congrès, à Reims, qui devait avoir lieu après les élections municipales de mars 2008.
Dans son livre L'Impasse, publié en septembre 2007, Lionel Jospin estimait que Ségolène Royal « [n'avait] pas les qualités humaines ni les capacités politiques » nécessaires pour remettre le Parti socialiste en ordre de marche et « espérer gagner la prochaine présidentielle ». Jospin apportait alors son soutien à Delanoë contre Royal.
Le PS a donc décidé de se « rénover » avec le premier « Forum de la rénovation » organisé le 24 novembre 2007, à Avignon.
Les difficultés rencontrées par le gouvernement de François Fillon et l'impopularité grandissante de Nicolas Sarkozy permettent au PS de remporter les élections municipales et cantonales des 9 et 16 mars 2008, permettant ainsi de contrôler une majorité de grandes villes et 51 des 58 conseils généraux (sur 100) présidés par la gauche.
À l'issue des élections sénatoriales de septembre 2008, la droite garde la présidence du Sénat, Gérard Larcher (UMP) est élu président de la haute assemblée par 173 voix contre 134 pour le sénateur de l'Ariège et président du groupe socialiste au Sénat, Jean-Pierre Bel. Le PS a néanmoins remporté 21 sièges ; cette progression est confirmée lors des élections sénatoriales de septembre 2011, où la gauche (Parti socialiste et autres formations) remporte 177 sièges, soit la majorité absolue ; c'est une première dans la Cinquième République.

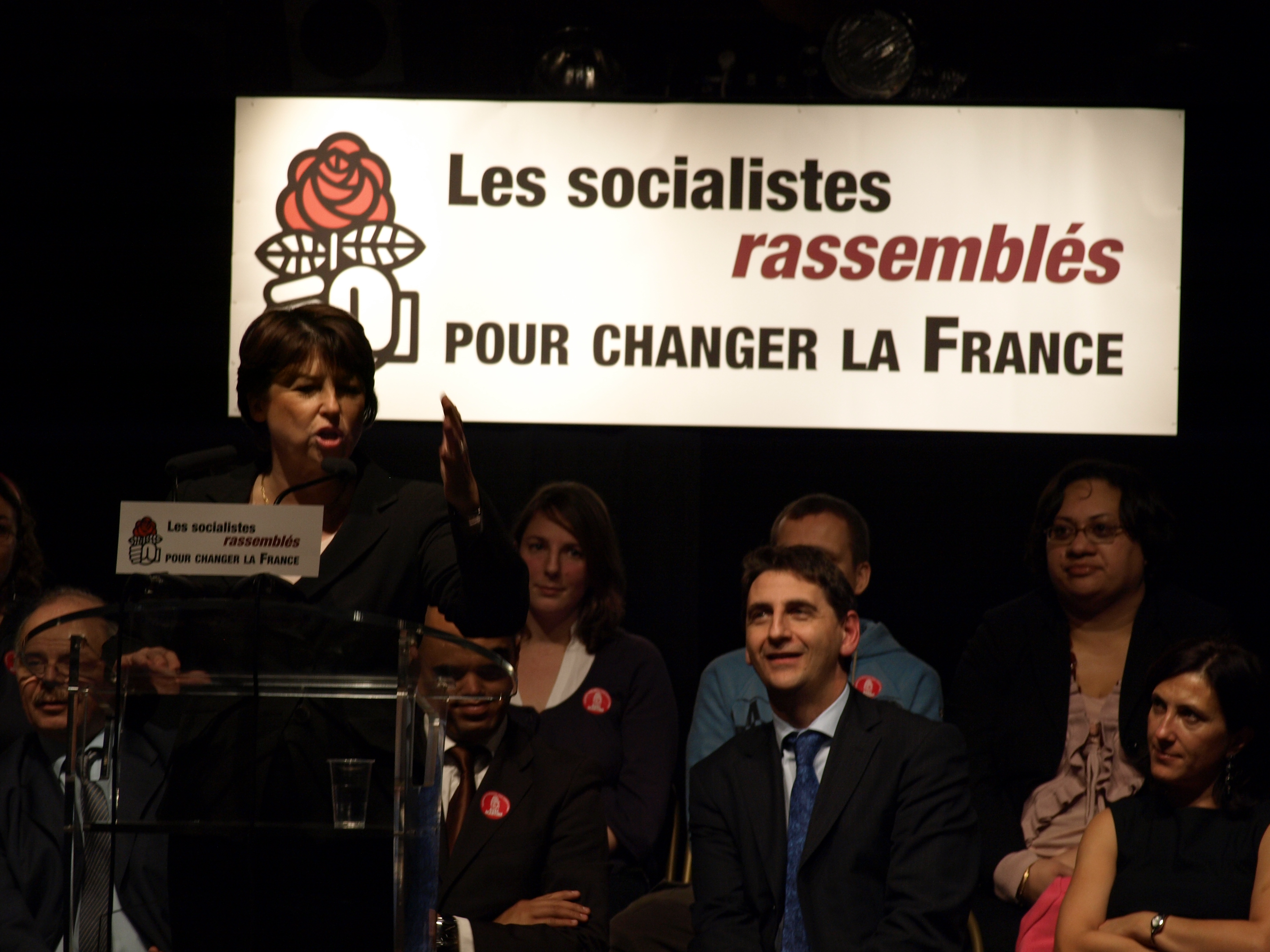
Martine Aubry en meeting à Aubervilliers.

Vingt-et-une contributions générales et thématiques ont été rédigées par différentes personnalités ou sensibilités et courants du parti en vue de la préparation du congrès de Reims de novembre 2008. Six motions sont en lice lors du vote des militants le 6 novembre, conduites respectivement par Gérard Collomb et Ségolène Royal (motion E, 29,0 % des voix), Bertrand Delanoë (motion A, 25,24 %), Martine Aubry (motion D, 24,32 %), Benoît Hamon (motion C, 18,52 %), Christophe Caresche (motion B, 1,59 %), Franck Pupunat (motion F, 1,25 %).
Quelques jours avant le vote des motions, Ségolène Royal s'oppose à Bertrand Delanoë en déclarant que « le modèle de la social-démocratie » est un « modèle périmé ». Benoît Hamon se distingue de Ségolène Royal en affirmant notamment que le Revenu de solidarité active (RSA), « par son financement et son objet », n'est « pas une mesure de gauche » et en critiquant le Grenelle de l'environnement.
Concluant à la victoire de la majorité sortante et de la ligne sociale-libérale et centriste de Ségolène Royal, le sénateur de l'Essonne Jean-Luc Mélenchon et le député du Nord Marc Dolez, signataires de la motion C, décident, à la suite de l'annonce des résultats, de quitter le parti, s'opposant notamment à l'idée de son recentrage sur l'échiquier politique et à une alliance avec le Mouvement démocrate de François Bayrou, prônée par les signataires de la motion E. Ils créent une scission en annonçant la formation d'un nouveau parti plus ancré à gauche, le Parti de gauche.
À l'issue du congrès, la motion E arrivée en tête ne réussit pas à rassembler une majorité, les motions A, C et D ne parviennent pas davantage à un accord entre elles. Faute de synthèse, c'est le vote des militants qui est décisif. Martine Aubry, Benoît Hamon et Ségolène Royal se déclarent candidats au poste de Premier secrétaire dont l'élection est prévue le 20 novembre. Bertrand Delanoë décide de ne pas se présenter ; la motion A ne présente aucun candidat ni ne donne aucune consigne de vote, mais dès le lendemain, dans une lettre ouverte aux militants, Bertrand Delanoë appelle ceux-ci à « voter massivement » pour Martine Aubry. Le 20 novembre, au premier tour de scrutin pour l'élection du premier secrétaire, Ségolène Royal recueille 42,9 % des voix, Martine Aubry 34,5 % et Benoît Hamon 22,6 %. Ce dernier appelle alors les militants à voter pour Martine Aubry au second tour le lendemain.
Le 21 novembre 2008, selon les résultats officiels, Martine Aubry arrive en tête du second tour du vote des militants pour le poste de premier secrétaire, en l'emportant face à Ségolène Royal de 42 voix, soit 50,02 % contre 49,98 %. Le camp de Ségolène Royal conteste ce résultat en émettant des soupçons d'erreurs voire de fraude dans le comptage des voix, mais la commission de récolement communique les résultats définitifs du scrutin quelques jours plus tard : 50,04 % des voix (67 451 voix) pour Martine Aubry et 49,96 % des voix (67 349 voix) pour Ségolène Royal, soit 102 voix d'écart en faveur de Martine Aubry. Le soir même, le Conseil national valide l'élection de Martine Aubry comme première secrétaire par 159 voix contre 76 et 2 abstentions.

##### 2008-2012: préparation de l'élection présidentielle de 2012

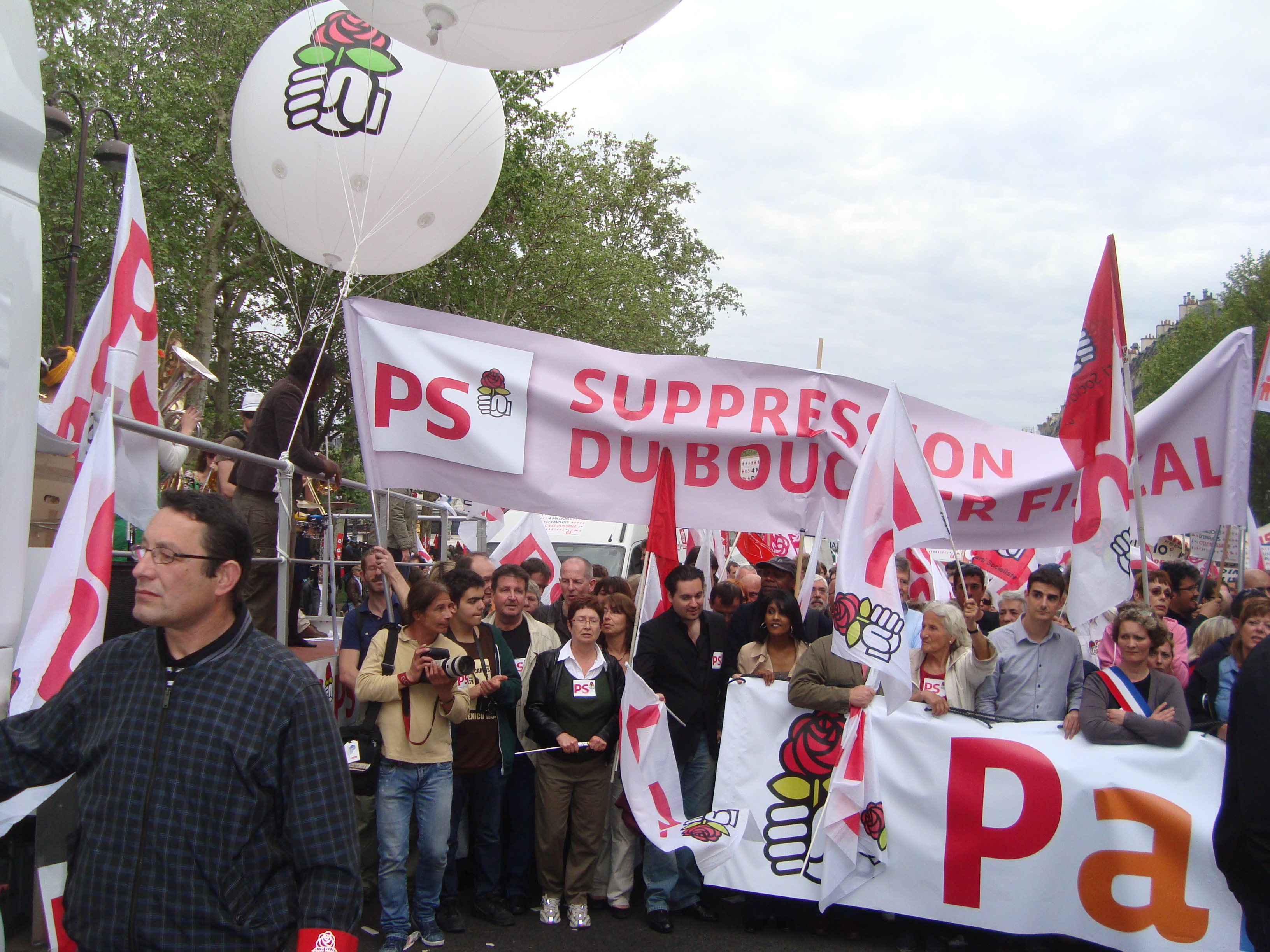
Militants du PS manifestant le 1 mai 2010 à Paris.

Logo de 2010 à 2016.

Ces divisions fragiles sont accentuées par les mauvais résultats — Le Monde parle même d'un « revers cinglant » — du Parti socialiste aux élections européennes de juin 2009 lors desquelles il ne rassemble que 16,48 % des suffrages sur l'ensemble du pays, talonné par Europe Écologie à 16,28 %. En outre, il passe de 31 à 14 sièges au parlement de Strasbourg. Ségolène Royal a par exemple indiqué que ce sont 6,7 millions de voix qui ont été perdues par rapport au premier tour de l'élection présidentielle de 2007. Cette défaite de la gauche n'est cependant pas uniquement française mais européenne dans son ensemble.
Durant l'été 2009, de nombreux membres de la direction nationale se prononcent pour une démarche de primaires ouvertes aux sympathisants de gauche pour désigner le candidat du PS, voire d'autres partis ralliés, à la présidentielle 2012. L'idée lancée par Arnaud Montebourg, secrétaire national à la rénovation est validée par la première secrétaire Martine Aubry avant l'université d'été. L'idée était originellement lancée par le laboratoire d'idées Terra Nova, dans un rapport de 2008. Le 1er octobre 2009, une consultation interne est organisée. Les militants doivent répondre à onze questions portant sur les primaires, le non-cumul des mandats, la parité, la diversité, la démocratie et les règles d'éthiques internes au parti. Les onze propositions sont adoptées. C'est la proposition portant sur la mise en place de règles garantissant la sincérité des votes qui a obtenu le plus de suffrages favorables, tandis que celle tendant à favoriser la diversité recueille la plus forte opposition. 92 342 militants ont voté, soit un taux de participation de 45,94 %.
Lors des régionales de 2010, le PS réaffirme son leadership à gauche face aux Verts et aux communistes. Excepté le cas particulier et le conflit avec le divers gauche Georges Frêche dans le Languedoc-Roussillon, le PS sort net vainqueur. La gauche l'emporte sur la droite dans 20 Régions sur 22 (et 2 Régions sur 4 en Outremers). La gauche perd deux régions en outre-mer, mais conserve toutes ses régions en métropole, tandis que la droite l'emporte à nouveau en l'Alsace.
Le Parti socialiste prend part à la contestation de la réforme des retraites de 2010, en indiquant qu'il souhaite conserver l'âge légal de départ à la retraite à 60 ans avec décote et 65 ans pour le taux plein, et propose d'élargir l'assiette de cotisation afin d'augmenter les recettes, et de taxer les revenus du capital, la retraite en France étant financée principalement par des prélèvements obligatoires sur le travail.
Courant 2011, une note de Terra Nova, proche du PS, provoque des remous quant à la stratégie électorale de celui-ci : il lui est notamment reproché de vouloir délaisser la valeur travail et les ouvriers face à des valeurs humanistes de défense des minorités,.
Lors du premier tour des élections cantonales de 2011 le PS arrive nationalement en tête avec 24,94 % des suffrages exprimés. Cependant Marianne observe que la défaite de l'UMP ne profite pas au PS, mais que les voix que l'UMP perd vont plutôt au FN. Lors du second tour, le PS recueille 35,43 % des voix et un total de 820 élus.
À partir du 30 juin 2011, et jusqu'à la fin de la primaire socialiste, Harlem Désir assure les fonctions de premier secrétaire en tant que premier secrétaire délégué, Martine Aubry s'étant mise en retrait de la direction du parti du fait de sa candidature à la primaire.
Le 25 septembre 2011, à la suite du renouvellement triennal du Sénat, le Parti socialiste et ses partenaires de gauche deviennent majoritaire à la chambre haute pour la première fois sous la Ve République. Jean-Pierre Bel est élu président du Sénat le 1er octobre suivant.
Les 9 et 16 octobre 2011, le Parti socialiste organise une élection primaire pour l'élection présidentielle de 2012. À l'issue du second tour, François Hollande est choisi par les électeurs de gauche face à Martine Aubry pour représenter le Parti socialiste à l'élection présidentielle.

#### 2012-2017: présidence de François Hollande

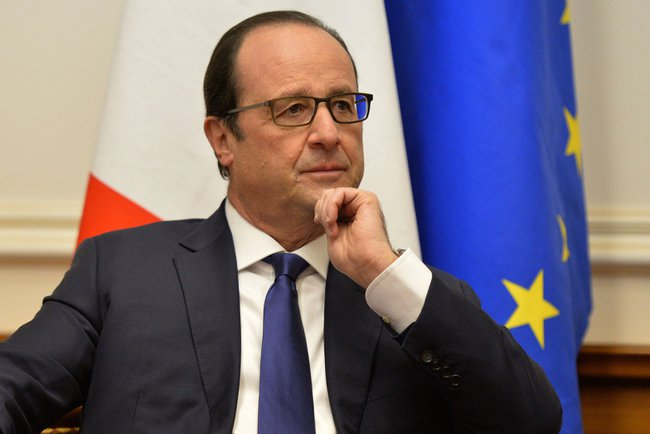
François Hollande en 2014.

Le 6 mai 2012, François Hollande est élu président de la République au second tour de scrutin, avec 51,64 % des suffrages, face à Nicolas Sarkozy. Il nomme Jean-Marc Ayrault premier ministre d'un gouvernement composé de ministres socialistes, écologistes et radicaux de gauche. Aux élections législatives de juin, le PS remporte 289 sièges : après 1981, c'est seulement la seconde fois que les socialistes disposent de la majorité absolue à l'Assemblée nationale. Le 26 juin 2012, Claude Bartolone est élu président de l'Assemblée nationale.
Un congrès ordinaire du PS a lieu à Toulouse en octobre 2012. Martine Aubry quitte son poste de première secrétaire. Avec Jean-Marc Ayrault, elle soutient une motion regroupant la majorité des sensibilités dont le premier signataire qu'ils désignent, Harlem Désir, est élu premier secrétaire par les militants à un scrutin auquel seuls les premiers signataires des deux motions arrivées en tête sont candidats, en vertu de la réforme adoptée en 2010,. Ce processus est critiqué au sein du parti car il aboutit à ce que le premier signataire désigné par Aubry et Ayrault soit sûr d'être élu,,.
Des tensions apparaissent entre le PS et le gouvernement, notamment lorsque Harlem Désir appelle à être « à la pointe de la confrontation avec les conservateurs européens », visant la CDU au pouvoir en Allemagne. À la suite des réactions en France et en Allemagne, plusieurs ministres en exercice, dont Jean-Marc Ayrault et Michel Sapin, interviennent pour dénoncer ces déclarations.
Après les élections municipales de 2014, marquées par une défaite historique pour la gauche, Manuel Valls est nommé Premier ministre. Cette nomination confirme l'orientation sociale-libérale donnée à son quinquennat par François Hollande et le rapproche du blairisme.
Ce choix de François Hollande est parfois contesté à l'intérieur même du PS. Alors que le parti sous la direction d'Harlem Désir est jugé « sclérosé », ce dernier est nommé secrétaire d'État aux Affaires européennes et quitte la direction du PS,. Lors du conseil national du 15 avril 2014, l'aile gauche du PS demande l'organisation immédiate d'un congrès afin de débattre des orientations profondes du PS et que l'élection du successeur de Harlem Désir se fasse devant tous les militants. Après un vote de refus du conseil national, elle présente Sylvain Mathieu, premier secrétaire fédéral de la Nièvre, contre Jean-Christophe Cambadélis qui l'emporte avec 62 % des voix. À l'Assemblée nationale, des députés, dits « frondeurs », s'opposent à la ligne économique du gouvernement Valls mais, en mai 2015 lors du congrès de Poitiers, les adhérents votent en majorité pour la motion présentée par Jean-Christophe Cambadélis et soutenue par les membres du gouvernement. Durant l'année 2014, puis en 2015, le PS connait un fort recul du nombre de ses adhérents qui dépasse les 50 % en trois dans des fédérations comme le Var, en raison notamment de l'impopularité du président de la République.
Comme c'était déjà évoqué en 2009, la social-écologie devient le slogan du PS à partir de la campagne des élections départementales de 2015, sous l'impulsion du Premier secrétaire Jean-Christophe Cambadélis, ; le terme intègre ainsi le logo du parti.
Le 12 avril 2016, Jean-Christophe Cambadélis lance la « Belle Alliance populaire » afin de rassembler la Majorité présidentielle de François Hollande, dans l'optique de l'élection présidentielle de 2017. Elle regroupait le PS, le PRG et l'UDE (une coalition de centre-gauche qui réunit des dissidents d'EÉLV et du MoDem).

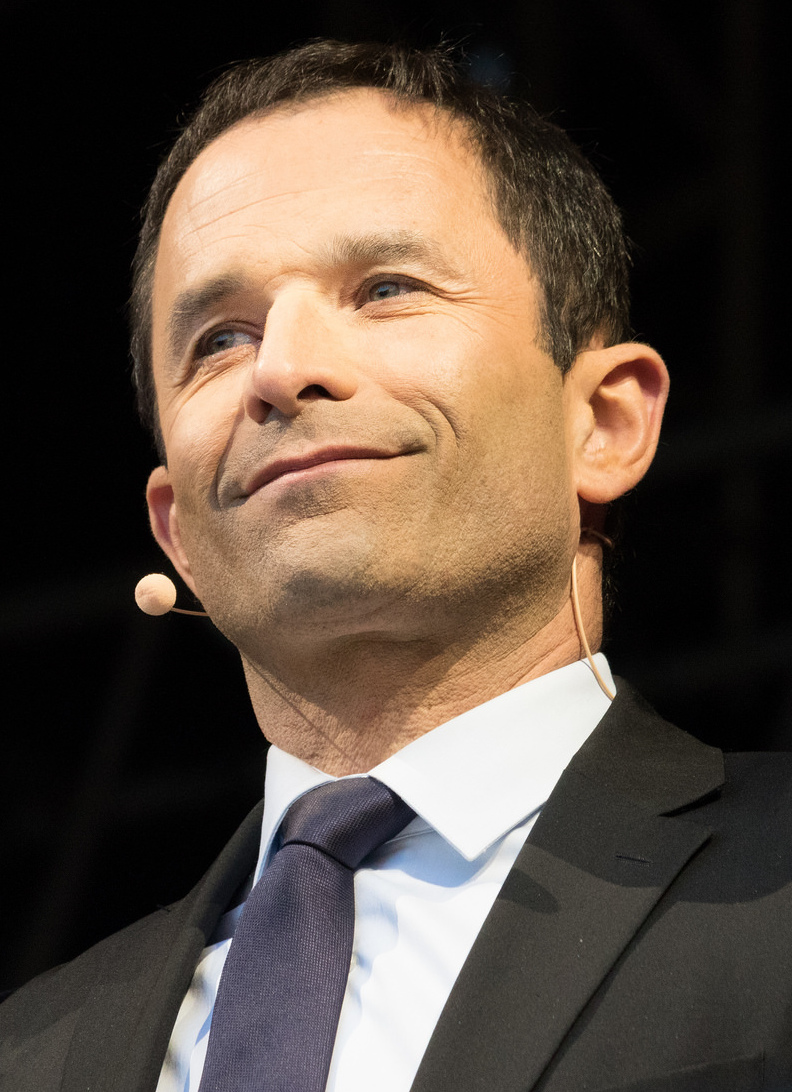
Benoît Hamon en 2017.

Le Parti socialiste organise la primaire citoyenne de 2017 quelques semaines après que François Hollande a annoncé ne pas briguer de second mandat présidentiel. Au début de la campagne, le parti paraît fragilisé par les défections de certains élus qui rejoignent l'ancien ministre de l'Économie Emmanuel Macron, candidat à la présidentielle (En marche),, ainsi que par des dissensions internes, notamment au sujet de l'avenir de l'Europe. À sa gauche, le PS est également sous la pression du candidat soutenu par le PCF Jean-Luc Mélenchon. Ainsi, selon le politologue Frédéric Sawicki, « Plus encore que le risque de marginalisation, c'est tout simplement le risque d'éclatement qui plane au-dessus du Parti socialiste ». Benoît Hamon sort vainqueur du second tour de la primaire et obtient le ralliement du candidat EÉLV Yannick Jadot à sa candidature, à laquelle il donne une tonalité très écologiste et anti-nucléaire.
L'historien Jacques Julliard regrette cependant que pour la première fois depuis longtemps, la social-démocratie ne soit pas représentée à l'élection présidentielle française (situant Emmanuel Macron dans la mouvance centriste). Il analyse cela comme résultant de la perte du contrôle du parti par François Hollande durant son quinquennat, le départ des frondeurs du gouvernement et leur prise de majorité au sein du PS pendant la primaire, soutenus en cela par la base la plus militante des socialistes. Il conclut que « cela marque au moins provisoirement la fin de la culture de gouvernement à l'intérieur de la gauche ».
À l'issue du premier tour, avec 6,36 % des suffrages exprimés, Benoît Hamon obtient le plus faible score de la gauche socialiste depuis Gaston Defferre à l'élection de 1969 (5,01 %). Pour le second tour opposant Emmanuel Macron et Marine Le Pen, il appelle « à battre le plus fortement possible le Front national, à battre l’extrême droite en votant pour Emmanuel Macron, même si celui-ci n’appartient pas à la gauche et n’a pas vocation à la représenter demain ». Cette lourde défaite suscite des critiques au sein du parti, l'aile droite comme l'aile gauche n'excluant plus un schisme et la fin du PS,. Le premier secrétaire Jean-Christophe Cambadélis annonce à la suite du premier tour un « nouveau PS » : « Le parti d’Épinay est mort, et bien mort. ». Ce constat est partagé par Manuel Valls et Stéphane Le Foll.

### Depuis 2017: l'«ère» Faure

#### 2017-2022: restructuration, nouvelles scissions et maintien local

Logo de 2016 à 2024

Pour les élections législatives de 2017, le PS fait disparaître de sa plate-forme programmatique élaborée sous la houlette de Guillaume Bachelay plusieurs propositions phares de Benoît Hamon, comme le revenu universel d'existence, 49-3 citoyen, reconnaissance du burn out comme maladie professionnelle ou encore sortie du diesel à l'horizon 2025 et sortie du nucléaire. Pour Les Décodeurs du Monde, cette nouvelle plate-forme « rapproche sensiblement les positions du PS de celles du président élu ». Selon Le Parisien, dans les circonscriptions où se présentent les principales figures de LREM, le PS envoie les candidats des partis partenaires (Europe Écologie Les Verts, PRG et UDE) afin de ménager ses relations avec le parti présidentiel et de se concentrer sur les circonscriptions plus aisément gagnables.
Deux ministres du premier gouvernement d'Édouard Philippe, Premier ministre d'Emmanuel Macron, sont membres du Parti socialiste : Gérard Collomb et Jean-Yves Le Drian. Cependant, le secrétaire général, Jean-Christophe Cambadélis estime qu'il s'agit d'un « gouvernement de droite pour la droite » et qu'il « n'y a pas de ministre socialiste » au gouvernement. Le 22 mai 2017, celui-ci dit envisager une refondation et un changement de nom après les législatives. Les élections législatives de 2017 confirment une sanction du PS après la présidence de François Hollande, le parti ne conservant qu'une trentaine de députés, perdant largement la confortable majorité absolue qu'il avait obtenu en 2012. Benoît Hamon et seize anciens ministres de François Hollande perdent leurs sièges tandis que Manuel Valls parvient à conserver le sien, LREM ne lui présentant pas d'opposant, mais quitte le parti pour siéger dans le groupe LREM comme apparenté. Benoît Hamon quitte à son tour le PS peu après pour fonder le mouvement du 1er Juillet, qui devient « Génération.s » quelques mois plus tard.
Symbole des difficultés après la grande hémorragie de députés qui le prive d'une grande source de financement, le Parti socialiste doit vendre son siège historique rue de Solférino et le transfère à Ivry-sur-Seine fin 2018. Après la démission de Jean-Christophe Cambadélis en juin 2017 du poste de premier secrétaire, le congrès d'Aubervilliers en avril 2018 voit l'élection de Olivier Faure, chef du groupe socialiste à l'Assemblée nationale, pour lui succéder face à Stéphane Le Foll, Luc Carvounas et Emmanuel Maurel.
Le Parti socialiste possède au cours du premier quinquennat d'Emmanuel Macron un champ politique réduit, situé entre la gauche radicale de Jean-Luc Mélenchon et le centre libéral du président. Les nombreuses figures de l'aile droite du parti ayant rejoints La République en marche accentue cette difficulté à imposer des thèmes tandis que certains membres de l'aile gauche quittent le parti pour créer l'Alternative pour un programme républicain, écologiste et socialiste, afin de se rapprocher de Jean-Luc Mélenchon. Olivier Faure est ainsi contraint de trouver un difficile équilibre entre les différentes tendances du parti pour éviter son implosion mais ne parvient pas à imposer de ligne politique claire.

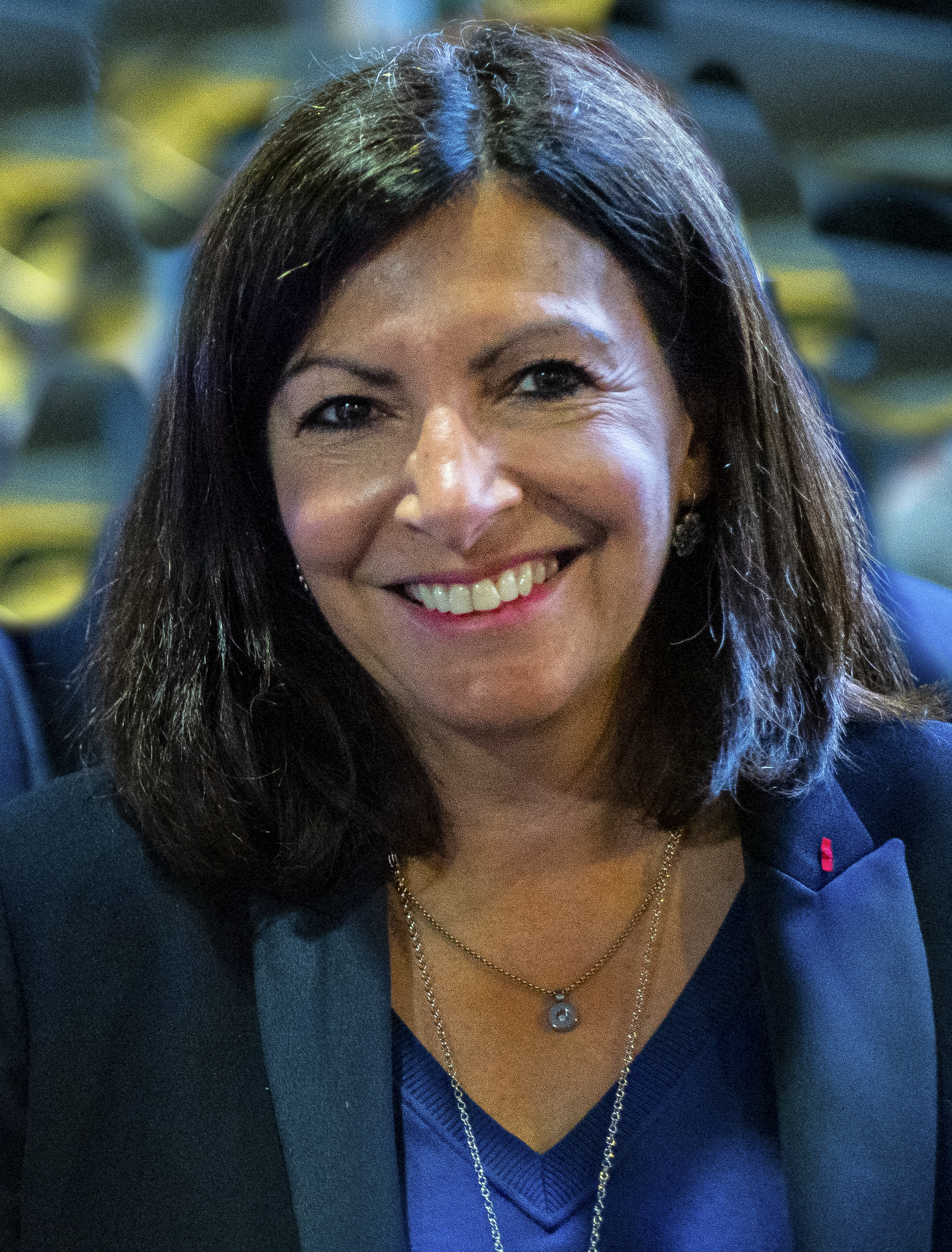
Anne Hidalgo en 2020.

Pour les élections européennes de 2019, le conseil national du parti désigne l'essayiste et cofondateur de Place publique (PP) Raphaël Glucksmann, comme tête de liste. C'est la première fois que des élections européennes voient le PS ne pas mener une liste autonome et la première fois depuis 1971 que le parti laisse à l'un de ses partenaires la tête de la liste à laquelle il participe. En protestation, plusieurs personnalités dont Stéphane Le Foll et Ségolène Neuville, quittent le bureau national du PS. Avec 6,19 % des suffrages exprimés, le PS enregistre le score le plus bas de son histoire. Néanmoins, les élections municipales de 2020 comme les départementales et régionales de 2021 voient le parti se maintenir localement et à faire basculer de nombreuses grandes villes à gauche, notamment grâce à ses alliances avec EÉLV et le Parti communiste.
Anne Hidalgo annonce en 2021 sa candidature pour l’élection présidentielle de 2022, qui est validée lors d'une primaire interne face au maire du Mans et ancien ministre Stéphane Le Foll. Olivier Faure est reconduit à la tête du parti lors du congrès de Villeurbanne la même année. Olivier Pérou affirme toutefois dans son livre Autopsie d'un cadavre que de vives tensions existent en interne entre la candidate socialiste et son premier secrétaire : la première aurait imposé sa candidature en interne, accusant le deuxième de « rouler pour d'autres » en souhaitant discuter d'une candidature commune avec les autres partis de gauche. Olivier Faure lui aurait prophétisé un « désastre » en cas d'absence d'alliance. Preuve d'une absence d'homogénéité chez les socialistes : d'anciens ministres comme François Rebsamen, Marisol Touraine ou Juliette Méadel fondent la Fédération progressiste afin de soutenir Emmanuel Macron dès le premier tour.
Le scrutin présidentiel est, conformément à ce que craignait Olivier Faure une débâcle sans précédent : Anne Hidalgo obtient seulement 1,74 % des suffrages exprimés, un score inférieur à l'écologiste Yannick Jadot et du communiste Fabien Roussel. Seuls les candidats trotskystes Nathalie Arthaud et Philippe Poutou ont réalisé un score plus faible. Cet échec, le plus faible score jamais obtenu par un candidat socialiste, laisse planer le doute sur l'avenir du parti historique de la gauche française. Des discussions sur cet avenir ont lieu entre François Hollande, Anne Hidalgo et Martine Aubry sans qu'Olivier Faure y soit convié, une démarche peu appréciée dans l'entourage du premier secrétaire.

#### 2022: union avec les autres partis de la gauche
Pour les élections législatives de 2022, le Parti socialiste rejoint, après avoir initialement été écarté, les discussions avec la France Insoumise dans le but d'établir une union des partis de gauche aux côtés du Parti communiste et des écologistes afin de présenter un candidat commun dans chaque circonscription. Olivier Faure parvient à faire voter l'accord par le conseil national malgré l'opposition de certains « éléphants » du parti comme Anne Hidalgo, Stéphane Le Foll et Carole Delga, farouchement hostiles à tout accord avec la formation de Jean-Luc Mélenchon. Ils dénoncent une « reddition » étant notamment en désaccord concernant le fait de « désobéir à certaines règles européennes », de sortir de l'Otan ou du nucléaire en démantelant les projets d'EPR. L'ancien premier ministre Bernard Cazeneuve quitte en conséquence le parti.
Sur les circonscriptions réservés au parti dans le cadre de la Nouvelle Union populaire écologiste et sociale, le Parti socialiste en remporte une trentaine et sauve son groupe parlementaire malgré la présence de candidatures dissidentes soutenues par plusieurs cadres historiques. Beaucoup d'observateurs et de militants de gauche jugent que la NUPES a eu l'effet d'un recadrage à gauche pour le parti. En effet, s'il était considéré comme plutôt centriste et libéral au cours de la présidence de François Hollande, le rapprochement avec La France insoumise a démontré un virage à gauche très important ; entre autres la volonté de passer à une VIe République et le retour de la retraite à 60 ans, conquête socialiste du début des années 1980.
Cette ligne, assumée par Olivier Faure, reste néanmoins contestée par une partie des socialistes qui voit dans la NUPES une soumission à La France Insoumise.

#### 2023-2024: tensions internes et élections intermédiaires
Le congrès de Marseille voit Olivier Faure affronter deux candidatures plus ou moins hostiles à la poursuite de la NUPES, Hélène Geoffroy et Nicolas Mayer-Rossignol, dans un contexte tendu. La veille de l'ouverture du congrès, Mediapart révèle que vingt-cinq candidats dissidents aux législatives de 2022, opposés à la ligne Faure, se sont affiliés au Parti radical de gauche en déposant leur candidatures en préfecture, ce qui a contribué à priver le Parti socialiste d'un million d'euros de financements électoraux. Après une nuit de contestations de la victoire entre le camp d'Olivier Faure et celui de Nicolas Mayer-Rossignol, s'accusant tous deux d'irrégularités, le Parti socialiste annonce la réélection d'Olivier Faure avec 50,83 % des suffrages.
Les représentants des deux textes d’orientation s'accordent sur la réélection d'Olivier Faure comme premier secrétaire tandis que Nicolas Mayer-Rossignol devient secrétaire délégué aux côtés de Johanna Rolland. Hélène Geoffroy devient présidente du conseil national du parti. Plusieurs observateurs notent que cette situation est amenée à poser des difficultés au premier secrétaire reconduit pour affirmer sa ligne politique, mais également de fragiliser l'union de la gauche. Le refus de la fédération du Parti socialiste de l'Ariège de soutenir l'insoumise Bénédicte Taurine lors de l'élection législative partielle de 2023 dans la 1re circonscription de l'Ariège pour soutenir, contre la décision de la direction du parti, la candidature dissidente de Martine Froger est révélatrice des tensions entre les deux camps,.
Les sénatoriales de 2023 permettent de stopper l'érosion du nombre d'élus socialistes à la chambre haute, qui était en baisse depuis 2014, notamment grâce à des listes communes avec les communistes et les écologistes qui permettent également aux deux autres partis d'augmenter leur nombre de sénateurs. Cependant, certains responsables LFI, exclus de l'accord en raison de leur faible nombre d'élus locaux, présentent leurs propres listes, ce qui a pour conséquence une division des voix dans certains départements qui limite le gain de sièges pour la gauche.
À la suite de l'attaque du Hamas contre Israël en octobre 2023 et au refus de Jean-Luc Mélenchon et de son cercle rapproché de qualifier le Hamas de "terroriste", une crise interne se déclenche au PS entre Olivier Faure et ses opposants qui souhaitent remettre en cause l'appartenance à la NUPES. Le conseil national du PS vote par 54% des voix un « moratoire sur sa participation aux travaux » de la NUPES, dénonçant « la conflictualisation permanente » selon eux de LFI.
Pour les élections européennes de 2024, le Parti socialiste renouvelle son alliance avec Place publique et reconduit ainsi Raphaël Glucksmann comme tête de liste. Bénéficiant d'une bonne dynamique de campagne au détriment des écologistes, la liste parvient à se hisser à la troisième place juste derrière la liste présidentielle, envoyant 13 députés au parlement européen.

#### Depuis 2024: membre du Nouveau Front populaire et retour des tensions
Après la dissolution de l'Assemblée nationale par Emmanuel Macron à la suite des résultats historiques de l'extrême droite aux européennes, le Parti socialiste rejoint dès le lendemain la coalition du Nouveau Front populaire initié par François Ruffin,,,. Cette coalition est néanmoins accueilli avec des réserves par ses alliés de Place publique,. Grâce à ses résultats aux européennes, le parti parvient à obtenir une centaine de circonscriptions supplémentaires par rapport à l'accord de la NUPES, au détriment de La France insoumise. La coalition de gauche obtient une majorité relative de députés tandis que le Parti socialiste obtient une soixantaine de sièges, doublant son nombre d'élus par rapport à la précédente législature,.
Bien que le parti sorte renforcé de la séquence législative, parvenant également à imposer le nom de Lucie Castets comme candidate du NFP pour le poste de Première ministre, les tensions internes resurgissent à la fin du mois d'août lors de l'université d'été du parti à Blois,,. Après le refus d'Emmanuel Macron de nommer Lucie Castets, l'opposition interne souhaite que le parti soutienne inconditionnellement un potentiel gouvernement Bernard Cazeneuve,, proposition rejetée par le bureau national à majorité fauriste qui qualifie ce vote d'« instrumentalis[ation] […] pour des objectifs internes ». Les courants d'opposition annoncent leur fusion dans l'objectif de renverser Olivier Faure lors du prochain congrès du parti.
Michel Barnier, finalement nommé Premier ministre par le président, ne reste que trois mois en poste avant de subir une motion de censure votée par l'ensemble de la gauche ainsi que l'extrême droite, lors du vote du budget de 2025. En conséquence, Emmanuel Macron nomme François Bayrou pour le remplacer, que le Parti socialiste accepte de rencontrer avec le Parti communiste et Les Écologistes pour négocier des avancées sur le budget auprès du nouveau chef de gouvernement, une démarche violemment critiquée par La France insoumise qui appelle à une démission du président.
Finalement, lors de la déclaration de politique générale, le Parti socialiste décide ne pas censurer le gouvernement Bayrou avant le vote sur le budget. Toutefois, cette décision ne fait pas l'unanimité au sein du parti, huit députés socialistes votant la motion de censure contre la décision de leur groupe. Des observateurs notent que cette non-censure, décidée après de longs débats, est une victoire de l'opposition interne du parti,. François Hollande se félicite notamment de cette décision et appelle à l'intégration des lignes politiques de Raphaël Glucksmann et de Bernard Cazeneuve au sein du parti ainsi qu'au refus d'une candidature commune de la gauche lors de la prochaine présidentielle, des propos critiqués par les jeunes élus du parti,.
L'opposition à Olivier Faure, regroupée lors du congrès de Nancy dans une coalition menée à nouveau par Nicolas Mayer-Rossignol et jugée baroque par son alliance entre les anciens frondeurs tenants d'une ligne populaire comme Philippe Brun et les sociaux-libéraux proches de François Hollande comme Hélène Geoffroy, ne parvient pas à faire chuter le secrétaire sortant qui est à nouveau reconduit.

## Géographie et sociologie électorales
Durant un grand laps de temps, le Parti socialiste était surtout implanté dans le Nord (dont la fédération était dirigée par Augustin Laurent puis Pierre Mauroy) et dans les Bouches-du-Rhône (où la fédération était présidée par Gaston Defferre), ce qui explique le néologisme des « Bouches-du-Nord » pour désigner ces fédérations s’alliant lors des congrès du parti,,.
Le Parti socialiste, historiquement implanté dans toutes les régions et en particulier dans les régions ouvrières, a vu le cœur de son électorat se déplacer durant les années 2000-2010 dans les régions de l'Ouest de la France (Bretagne et Nouvelle-Aquitaine) et les grandes métropoles, glissement en partie expliqué, pour l'Ouest de la France, par le fait que ces territoires ont été moins sujets à l'immigration et au sentiment d'insécurité. Il connaît un important recul dans les terres où il possédait une forte implantation historique comme le Nord-Pas-de-Calais.

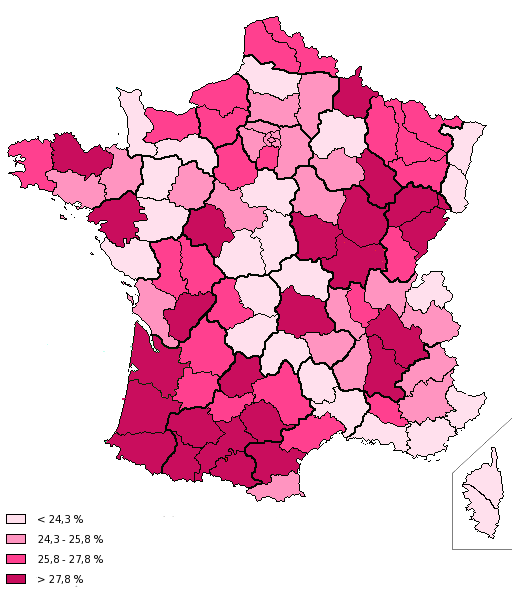
Résultat par département de François Mitterrand au 1er tour de l'élection présidentielle de 1981.
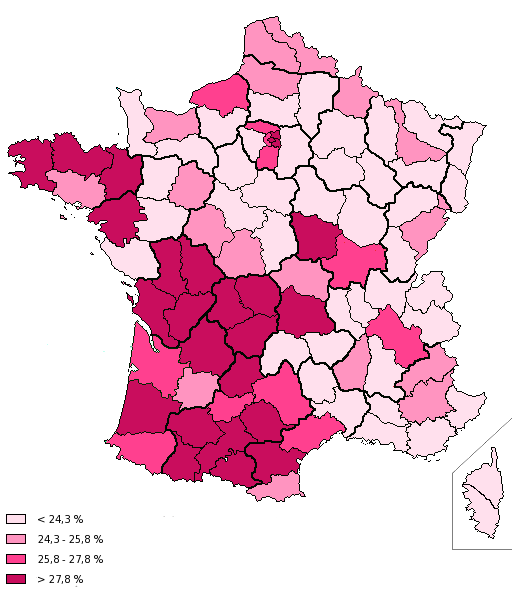
Résultat par département de Ségolène Royal au 1er tour de l'élection présidentielle de 2007.
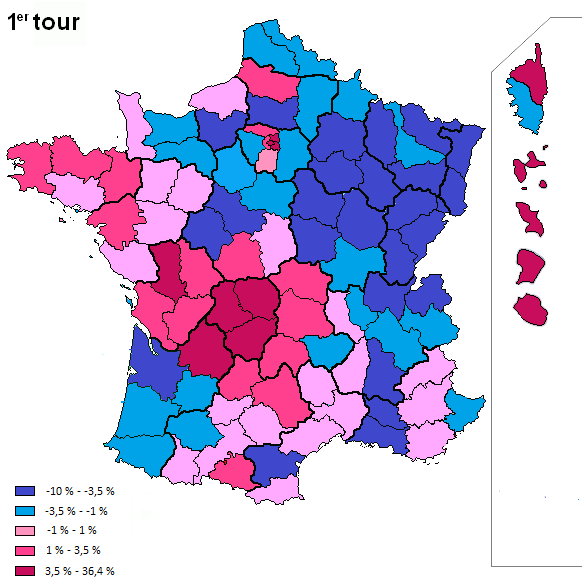
Évolution des résultats par département entre les élections présidentielles de 1981 et de 2007.

Pour Rémi Lefebvre, professeur de science politique et spécialiste du Parti socialiste, « le PS est devenu un parti de bobos, de diplômés, d’urbains, de fonctionnaires ouverts sur la mondialisation ». Il ne serait « plus du tout un parti des milieux populaires ». Pour Christophe Guilluy, le PS a abandonné ce qu'il désigne sous le terme de « France périphérique » qui recouvre les classes populaires de la France périurbaine ou de la ruralité qui ne votent plus pour le Parti de Jaurès. Ainsi selon Guilluy, « le vote pour l’UMP et pour le PS est de plus en plus celui des protégés (retraités et fonctionnaires) ou bénéficiaires (catégories supérieures) de la mondialisation ». Il y ajoute une différence générationnelle : « les plus de 60 ans étant en effet ceux qui portent massivement leurs suffrages vers les partis de gouvernement ». Selon David Valence, cette séparation entre le PS et les milieux populaires a eu lieu dès la fin des années Mitterrand. Le vote socialiste s'appuie sur les salariés du public et a depuis longtemps perdu les salariés pauvres du privé et les demandeurs d'emploi.
Cette modification de la sociologie du PS se traduit dans les votes : aux élections départementales de 2015, seulement 15 % des ouvriers et 18 % des employés ont voté pour les candidats du PS (contre respectivement 49 % et 38 % pour le Front national).
Pour le politologue Laurent Bouvet, le Parti socialiste qui était au début des années 1980 le parti de la classe moyenne, « remplace alors le social par le « sociétal » ». Pour ce « peuple de substitution » que sont les classes supérieures urbaines, les minorités, il met en place un « projet multiculturel, sociétal et libéral ». Cette stratégie accompagne la transformation interne des militants et cadres du Parti socialiste qui se caractérise par la perte de sa diversité sociale. Le PS autrefois représentatif de tous les secteurs de la société et des classes sociales devient un parti où catégories socio-professionnelles favorisées, diplômés du supérieur, et « agents publics […] règnent en maîtres ».
La présidence de François Hollande voit également une érosion du Parti socialiste chez les fonctionnaires, catégorie qui lui était en 2012 encore largement favorable. Ce déclin se ferait principalement au profit du Front national.
Les candidats du Parti socialiste attirent la très grande majorité du vote des populations musulmanes. Ainsi, selon une étude du corps électoral menée le 6 mai 2012 sur 10 000 votants, 93 % des électeurs musulmans pratiquants, qui sont estimés à 2 millions dans cette étude, ont voté pour François Hollande au second tour des élections présidentielles. Au premier tour, 59 % d'entre eux avaient voté pour lui, 23 % pour Jean-Luc Mélenchon.

## Personnalités du Parti socialiste

### Premiers secrétaires

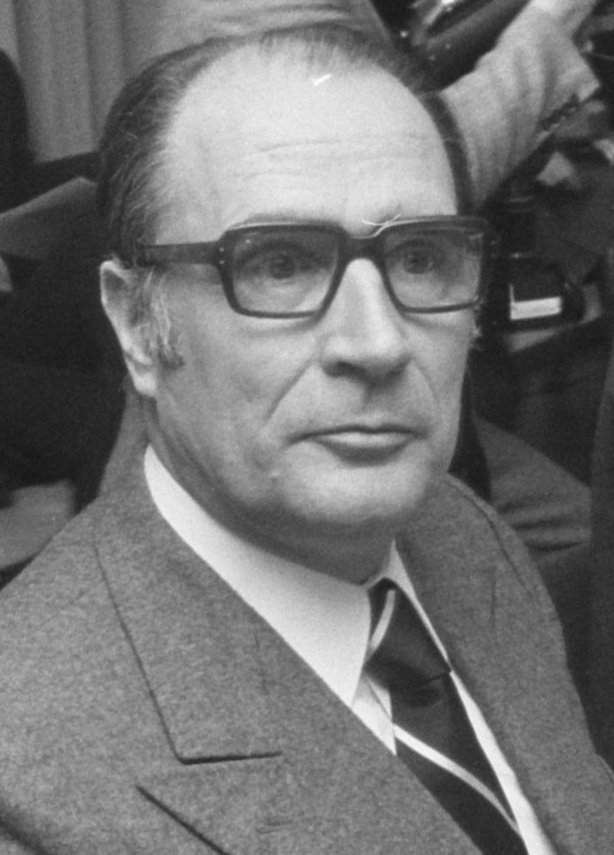
François Mitterrand (1971-1981)
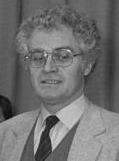
Lionel Jospin (1981-1988)
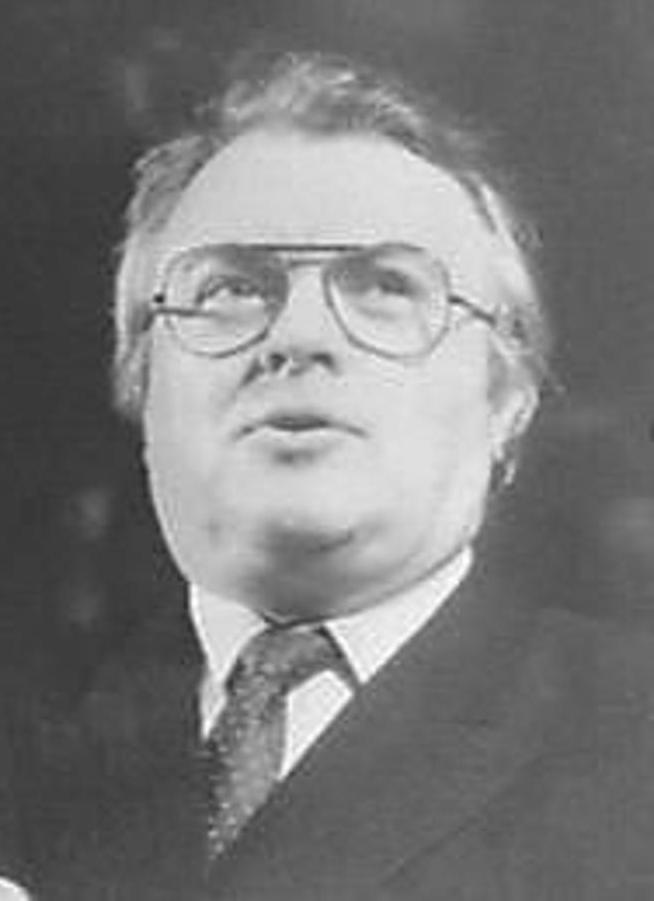
Pierre Mauroy (1988-1992)
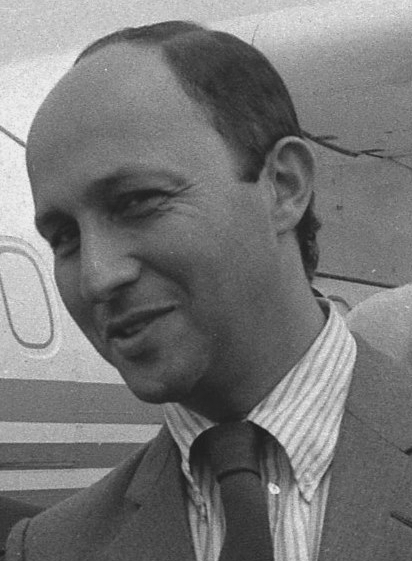
Laurent Fabius (1992-1993)
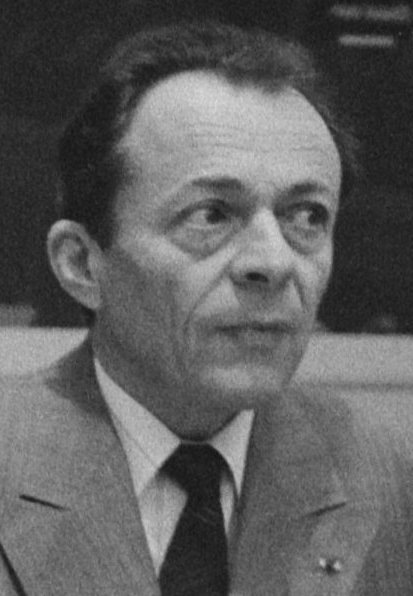
Michel Rocard (1993-1994)
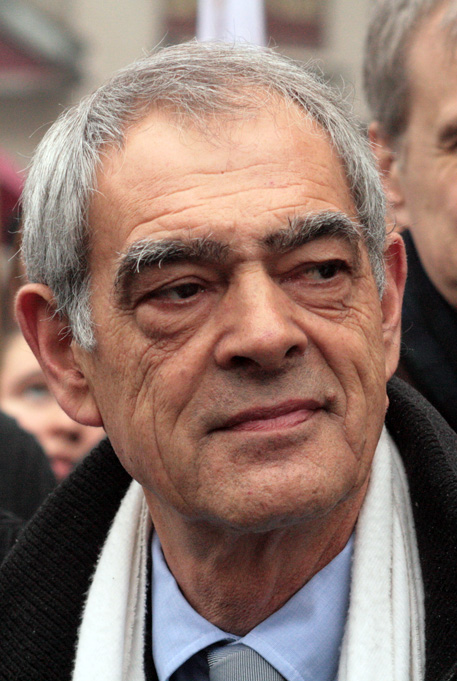
Henri Emmanuelli (1994-1995)
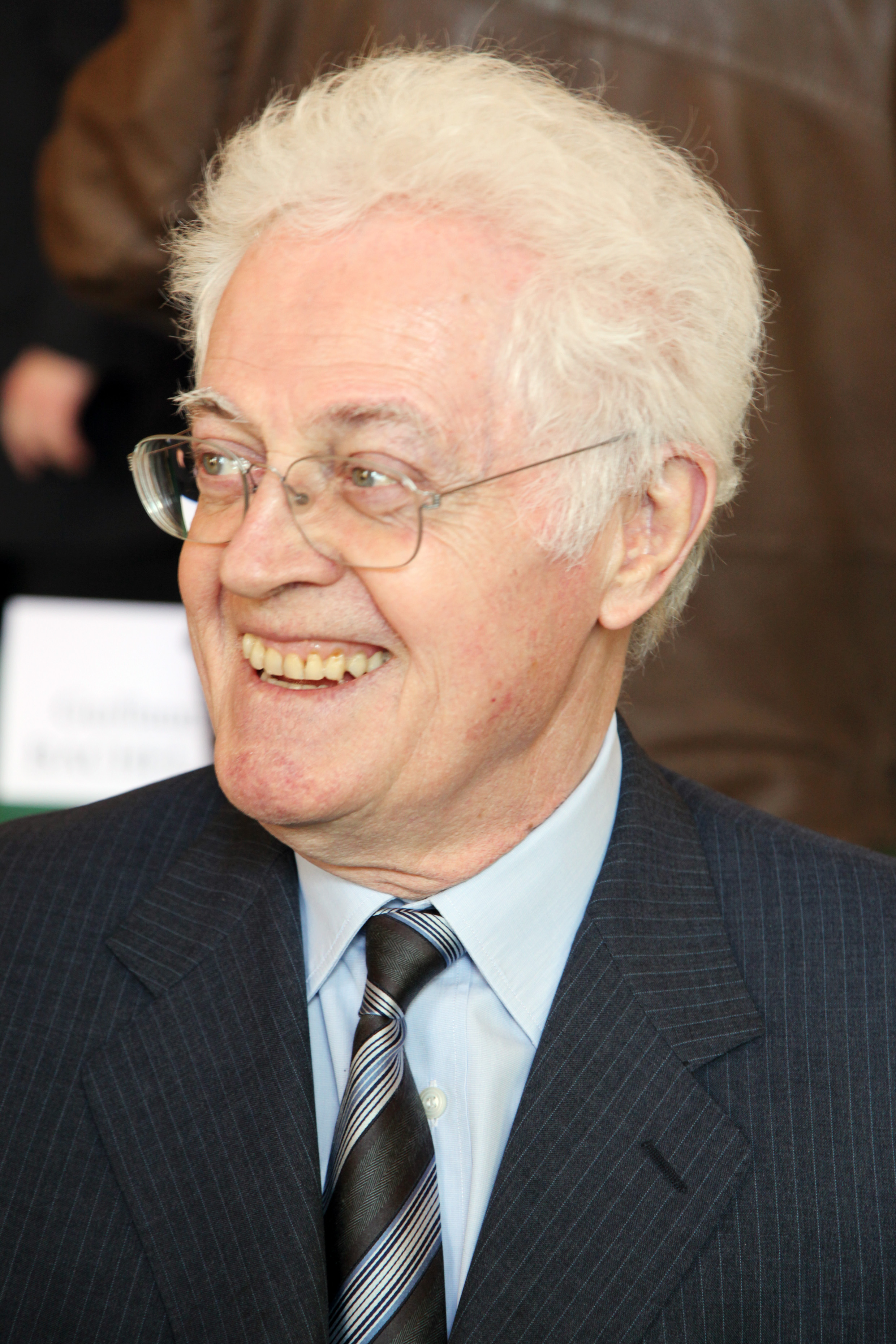
Lionel Jospin (1995-1997)
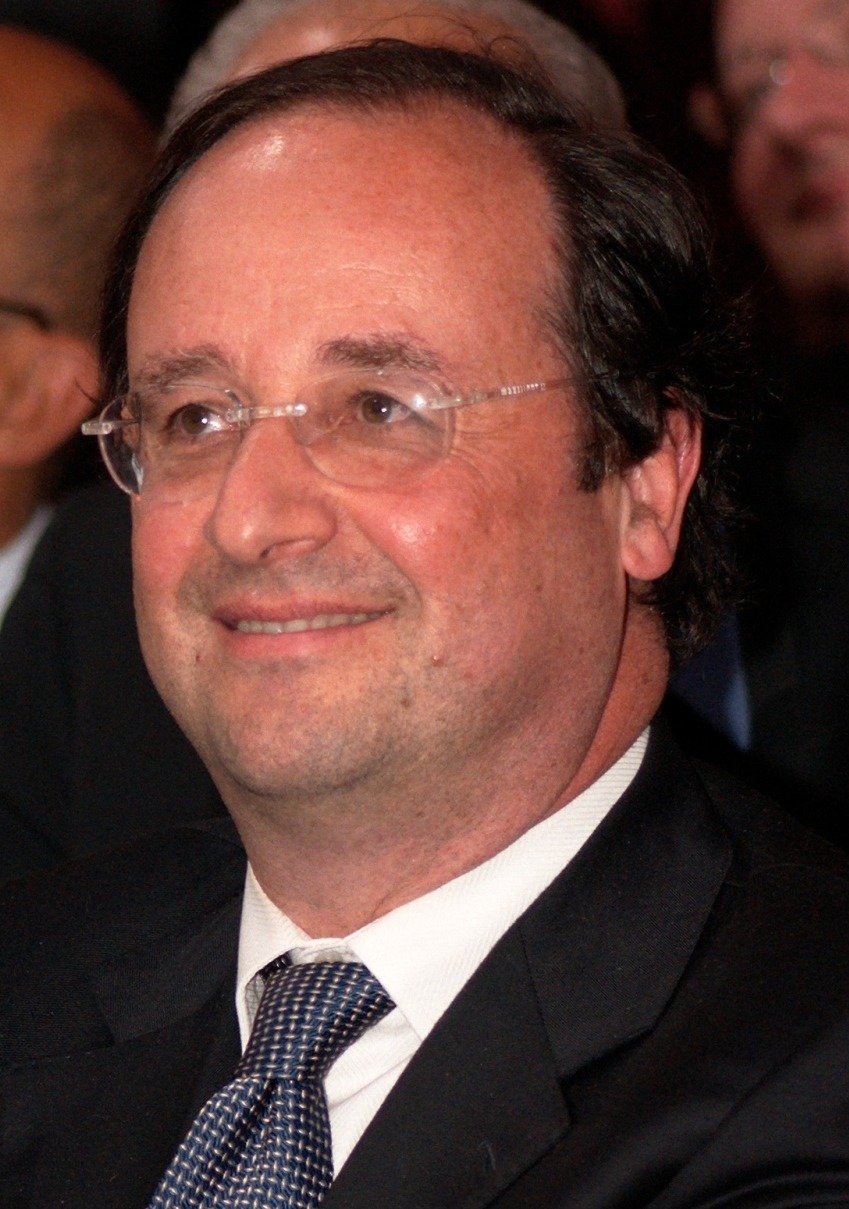
François Hollande (1997-2008)
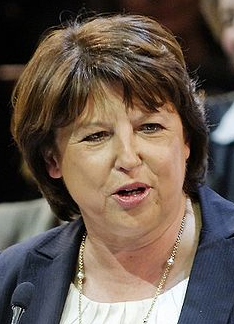
Martine Aubry (2008-2012)
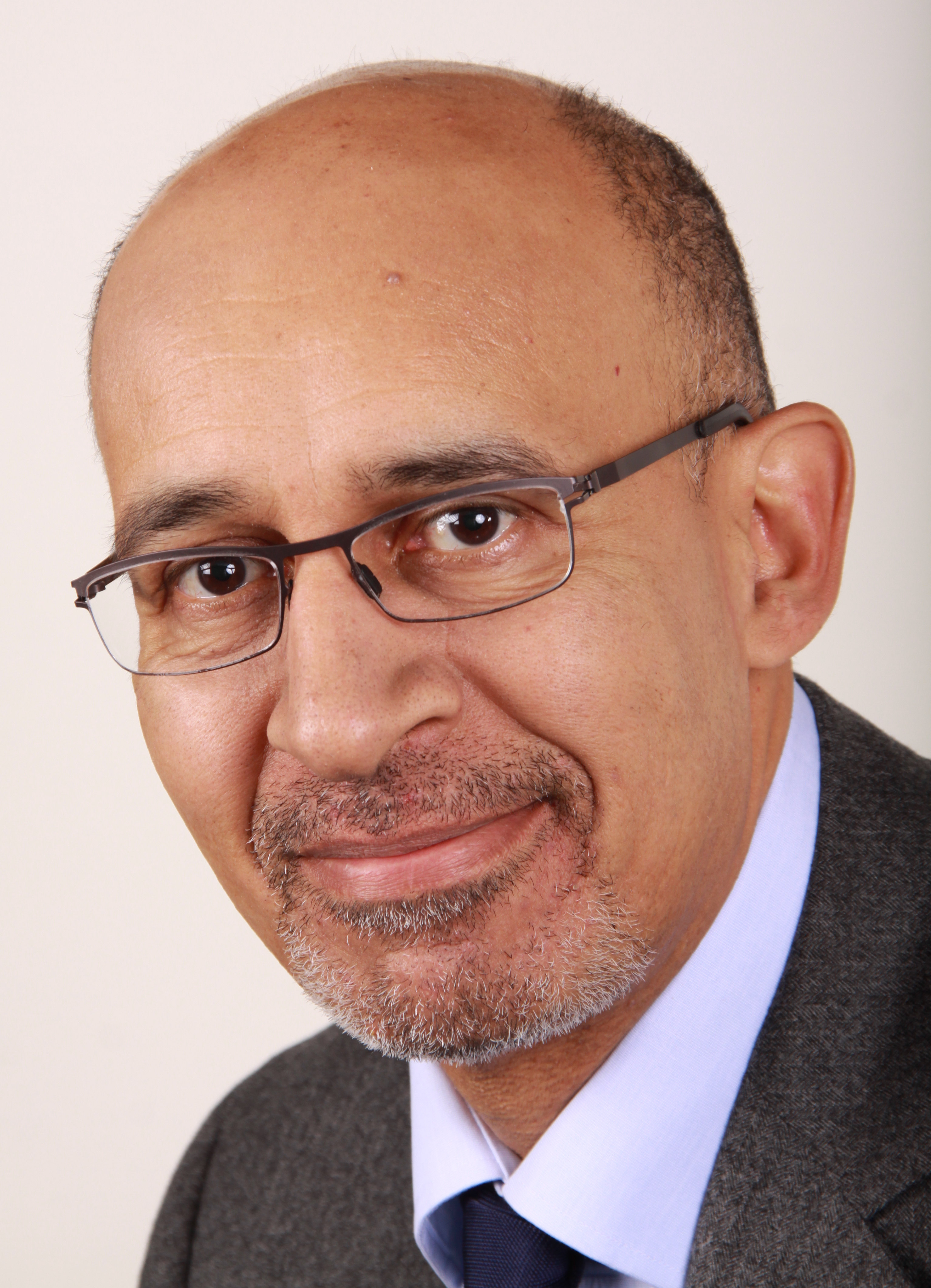
Harlem Désir (2012-2014)
Jean-Christophe Cambadélis (2014-2017)
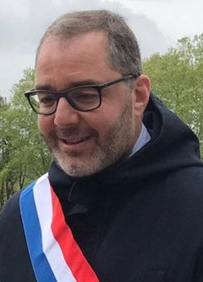
Rachid Temal par intérim (2017-2018)
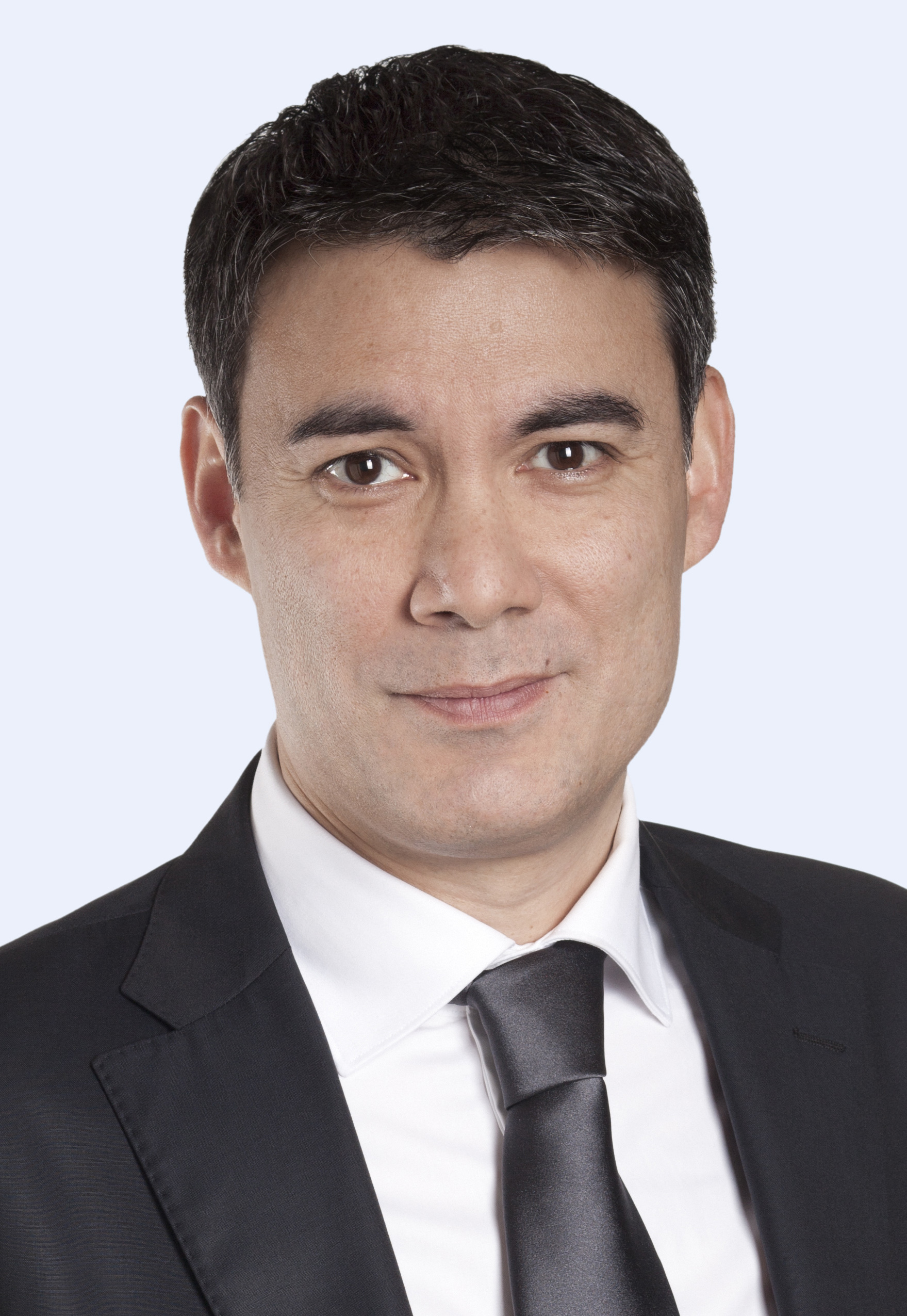
Olivier Faure (depuis 2018)

### Direction nationale

#### Secrétariat national
Membres (depuis le congrès de Nancy) :
- Premier secrétaire : Olivier Faure
  - conseiller :  Gaëtan Gorce
- première secrétaire déléguée, chargée de la coordination et animation du secrétariat national : Johanna Rolland
  - adjointes à la coordination et instances de contrôle : Fatima Yadani (d) et Fanny Pidoux
  - relations avec la société civile : Nina Karam-Leder
- féminisation du parti : Laure Botella
  - mobilisation et lutte contre les violences faites aux femmes : Alexandra Jardin
  - formation égalité femmes-hommes : Yasmine El Jaï
- stratégie opérationnelle en charge de la trésorerie et des moyens : Corinne Narassiguin
  - adjointe aux moyens du parti : Anna Pic
  - adjoint à la trésorerie : Lounès Adjroud (d)
- secrétaire général : Pierre Jouvet
  - élections : Sarah Kerrich et Franck Gagnaire (adjoint)
  - relations extérieures : Laurent Baumel
  - communication et riposte : Rémi Cardon
  - lutte contre l'extrême droite : Ninuwé Descamps
  - lutte contre la désinformation : Chiara Pannunzio
  - prospective et opinion : Maxence Des Gayets
  - grands évènements : Audrey Gatian
  - mobilisation des territoires : Simon Uzenat
- porte-paroles : Rémi Branco, Arthur Delaporte, Stéphane Delpeyrat, Dieynaba Diop, Fatiha Keloua-Hachi, Julie Martinez, Yannick Ohanessian, Alexandre Ouizille, Emma Rafowicz, Mélanie Thomin et Stéphane Troussel
- coordination nationale à la transformation du parti : Sébastien Vincini
  - statuts : Jonathan Kienzlen
  - formation : Nastassja Naguszewski
  - nouveaux adhérents : Lofti Moussa
  - transformation de la structuration territoriale du parti : Tristan Foveau
- coordination nationale du projet du Parti socialiste : Chloé Ridel
  - les Mots de la gauche : Ayda Hadizadeh
- fédérations : Amin Mbarki
- développement des fédérations : Willy Bourgeois

### Présidents de la République
- François Mitterrand, président de la République de 1981 à 1995, député (1946-1958 et 1962-1981); sénateur (1959-1962), maire de Château-Chinon (1959-1981), président du Conseil général de la Nièvre (1964-1981), ministre, ministre d'État.
- François Hollande, président de la République de 2012 à 2017, député (1988-1993, 1997-2012 et depuis 2024), député européen (1999), maire de Tulle (2001-2008), président du conseil général de Corrèze (2008-2012).

### Premiers ministres
| Dates     | Nom               | Fonctions |
| --------- | ----------------- | --- |
| 1981-1984 | Pierre Mauroy     | député (1973-1981 et 1986-1992), maire de Lille (1973-2001), député européen (1979-1980), sénateur (1992-2011) |
| 1984-1986 | Laurent Fabius    | député (1978-1981, 1986-2000 et 2002-2012), président de l'Assemblée nationale (1988-1992 et 1997-2000), ministre (1981-1984, 2000-2002 et 2012-2016), maire du Grand-Quevilly (1995-2000), président du Conseil constitutionnel (depuis 2016)    |
| 1988-1991 | Michel Rocard     | député (1969-1973, 1978-1981 et 1986-1988), maire de Conflans-Sainte-Honorine (1977-1994), ministre (1981-1985), sénateur (1995-1997), député européen (1994-2009)                                                                                |
| 1991-1992 | Édith Cresson     | maire de Thuré (1977-1983), députée européenne (1979-1981), ministre (1981-1986 et 1988-1990), députée (1981, 1986-1988), maire de Châtellerault (1983-1997), commissaire européenne (1994-1999), adjointe au maire de Châtellerault (1997-2008). |
| 1992-1993 | Pierre Bérégovoy  | ministre (1982-1986 et 1988-1992), député (1986-1988 et 1993), maire de Nevers (1983-1993) |
| 1997-2002 | Lionel Jospin     | député (1981-1988 et 1997), député européen (1984-1988), ministre (1988-1992), membre du Conseil constitutionnel (2015-2019) |
| 2012-2014 | Jean-Marc Ayrault | maire de Saint-Herblain (1977-1989), député (1986-2012 et 2014-2016), maire de Nantes (1989-2012), ministre des Affaires étrangères (2016-2017)                                                                                                   |
| 2014-2016 | Manuel Valls      | maire d'Évry (2001-2012), député (2002-2012 et 2017-2018), ministre de l'Intérieur (2012-2014) |
| 2016-2017 | Bernard Cazeneuve | député (1997-2002 et 2007-2012), maire de Cherbourg-Octeville (2001-2012), ministre délégué au Budget (2012-2014), ministre de l'Intérieur (2014-2016)                                                                                            |

### Présidents de l'Assemblée nationale
| Portrait | Nom | Dates du mandat  | Dates du mandat | Législature     | Circonscription |                             |
| -------- | --- | ---------------- | --------------- | --------------- | --------------- | --------------------------- |
| 1        |     | Louis Mermaz     | 2 juillet 1981  | 1er avril 1986  | VIIe            | Isère (5e)                  |
| 2        |     | Laurent Fabius   | 23 juin 1988    | 21 janvier 1992 | IXe             | Seine-Maritime (4e)         |
| 3        |     | Henri Emmanuelli | 22 janvier 1992 | 1er avril 1993  | IXe             | Landes (3e)                 |
| (2)      |     | Laurent Fabius   | 12 juin 1997    | 27 mars 2000    | XIe             | Seine-Maritime (4e)         |
| 4        |     | Raymond Forni    | 27 mars 2000    | 18 juin 2002    | XIe             | Territoire de Belfort (1re) |
| 5        |     | Claude Bartolone | 26 juin 2012    | 20 juin 2017    | XIVe            | Seine-Saint-Denis (9e)      |

### Présidents du Conseil constitutionnel et de la Cour des comptes
- Robert Badinter, président du Conseil constitutionnel de 1986 à 1995, ministre (1981-1986), sénateur (1995-2011).
- Roland Dumas, président du Conseil constitutionnel de 1995 à 2000, ministre (1983-1986 et 1988-1993), député (1956-1962, 1967-1968, 1981-1983 et 1986-1988).
- André Chandernagor, premier président de la Cour des comptes de 1983 à 1990, ministre (1981-1983), député (1958-1981)
- Pierre Joxe, premier président de la Cour des comptes de 1993 à 2001, membre du Conseil constitutionnel (2001-2010), ministre (1981, 1984-1986 et 1988-1993), député (1973-1984 et 1986-1988).
- Didier Migaud, premier président de la Cour des comptes de 2010 à 2020, député (1988-2010).
- Laurent Fabius, président du Conseil constitutionnel de 2016 à 2025 (voir ci-dessus)
- Pierre Moscovici, premier président de la Cour des comptes depuis 2020, ministre (1997-2002 et 2012-2014), commissaire européen (2014-2019), député (1994, 2007-2012 et 2014) et député européen (1994-1997 et 2004-2007).

### Direction d'instances européennes et internationales
- Robert Badinter, Président de la Cour de conciliation et d'arbitrage de l’Organisation pour la sécurité et la coopération en Europe (1995-2013)

- Jacques Delors, président de la Commission européenne de 1985 à 1995, ministre (1981-1984), député européen (1979-1981), maire de Clichy (1983-1984).
- Pascal Lamy, directeur général de l'OMC de 2005 à 2013, commissaire européen (1999-2004).
- Dominique Strauss-Kahn, directeur général du FMI de 2007 à 2011, ministre (1991-1993 et 1997-1999), député (1986-1991, 2001-2007), maire de Sarcelles (1995-1997).

## Résultats électoraux

### Élections présidentielles

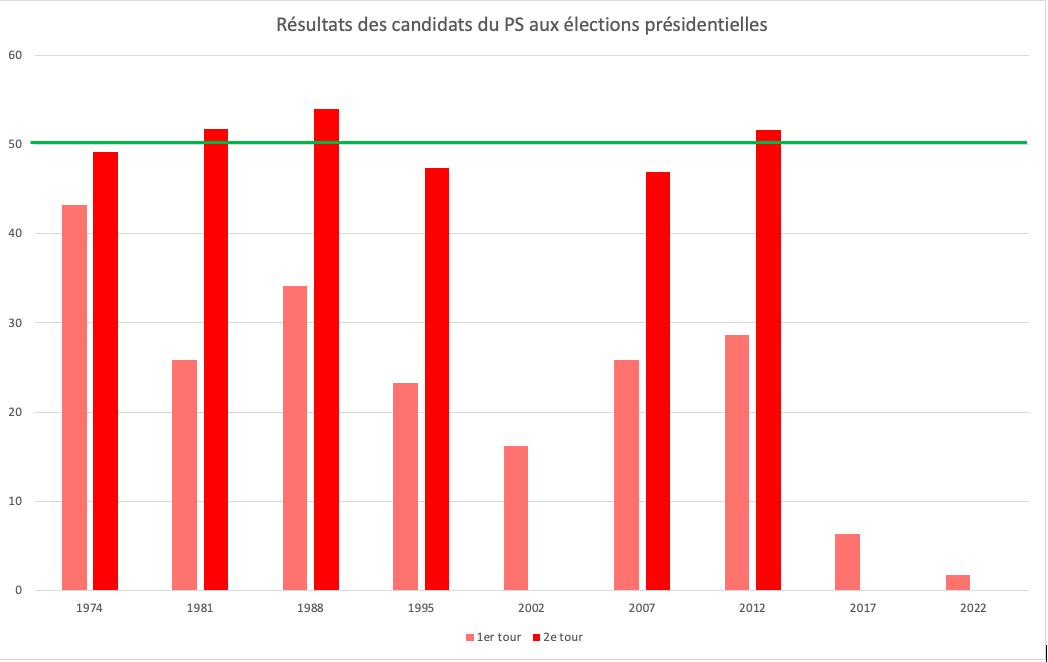
Résultats des candidats du PS aux élections présidentielles, de 1974 à 2022.

| Année | Candidat            | Premier tour | Premier tour | Premier tour | Second tour | Second tour | Second tour | Statut  |
| Année | Candidat            | Voix         | %            | Rang         | Voix        | %           | Rang        | Statut  |
| ----- | ------------------- | ------------ | ------------ | ------------ | ----------- | ----------- | ----------- | ------- |
| 1969  | Gaston Defferre     | 1 133 222    | 5,01         | 4e           |             |             |             | Éliminé |
| 1974  | François Mitterrand | 11 044 373   | 43,25        | 1er          | 12 971 604  | 49,19       | 2e          | Battu   |
| 1981  | François Mitterrand | 7 505 960    | 25,85        | 2e           | 15 708 262  | 51,76       | 1er         | Élu     |
| 1988  | François Mitterrand | 10 367 220   | 34,10        | 1er          | 16 704 279  | 54,02       | 1er         | Élu     |
| 1995  | Lionel Jospin       | 7 097 786    | 23,30        | 1er          | 14 180 644  | 47,36       | 2e          | Battu   |
| 2002  | Lionel Jospin       | 4 610 113    | 16,18        | 3e           |             |             |             | Éliminé |
| 2007  | Ségolène Royal      | 9 500 112    | 25,87        | 2e           | 16 790 440  | 46,94       | 2e          | Battue  |
| 2012  | François Hollande   | 10 272 705   | 28,63        | 1er          | 18 000 668  | 51,64       | 1er         | Élu     |
| 2017  | Benoît Hamon        | 2 291 288    | 6,36         | 5e           |             |             |             | Éliminé |
| 2022  | Anne Hidalgo        | 616 478      | 1,75         | 10e          | Éliminée    |             |             |         |

### Élections législatives
| Année | Premier tour | Premier tour | Premier tour | Deuxième tour | Deuxième tour | Deuxième tour | Sièges    | Statut                                                           | Gouvernement                              |
| Année | Voix         | %            | Rang         | Voix          | %             | Rang          | Sièges    | Statut                                                           | Gouvernement                              |
| ----- | ------------ | ------------ | ------------ | ------------- | ------------- | ------------- | --------- | ---------------------------------------------------------------- | ----------------------------------------- |
| 1973  | 4 579 888    | 18,9         | 2e           |               |               |               | 89 / 491  | Opposition                                                       |                                           |
| 1978  | 6 412 819    | 22,8         | 2e           |               |               |               | 104 / 491 | Opposition                                                       |                                           |
| 1981  | 9 077 435    | 36,0         | 1er          |               |               |               | 267 / 491 | Majorité absolue                                                 | Mauroy I, II et III, Fabius               |
| 1986  | 8 693 939    | 31,0         | 1er          |               |               |               | 203 / 577 | Opposition (cohabitation)                                        |                                           |
| 1988  | 8 493 702    | 34,8         | 1er          | 9 198 778     | 45,31         | 1er           | 275 / 577 | Majorité relative                                                | Rocard I et II, Cresson, Bérégovoy        |
| 1993  | 4 476 716    | 17,6         | 3e           | 5 697 795     | 28,00         | 2e            | 59 / 577  | Opposition (cohabitation jusqu’en 1995)                          |                                           |
| 1997  | 5 961 612    | 23,53        | 1er          | 9 751 423     | 38,05         | 1er           | 255 / 577 | Majorité relative (majorité absolue en coalition) (cohabitation) | Jospin                                    |
| 2002  | 6 086 599    | 24,11        | 2e           | 7 482 169     | 35,26         | 2e            | 140 / 577 | Opposition                                                       |                                           |
| 2007  | 6 436 136    | 24,73        | 2e           | 8 622 529     | 42,25         | 2e            | 186 / 577 | Opposition                                                       |                                           |
| 2012  | 7 618 326    | 29,35        | 1er          | 9 420 889     | 40,91         | 1er           | 280 / 577 | Majorité relative (majorité absolue en coalition)                | Ayrault I et II, Valls I et II, Cazeneuve |
| 2017  | 1 685 677    | 7,44         | 5e           | 1 032 842     | 5,68          | 5e            | 30 / 577  | Opposition                                                       |                                           |
| 2022a | 877 544      | 3,86         | 6e           | 1 099 766     | 5,30          | 6e            | 28 / 577  | Opposition                                                       |                                           |
| 2024b | 2 774 088c   | 8,65         | 4e           | 2 634 176     | 9,66          | 3e            | 65 / 577  | Opposition                                                       |                                           |

a Au sein de la NUPES.

b Au sein du NFP.

c Le parti a peut-être obtenu en réalité une voix de moins, le score exact est incertain en raison d'une erreur de dépouillement dans un bureau de vote.

### Élections sénatoriales
| Année | Sièges    | Rang | Résultat |
| ----- | --------- | ---- | -------- |
| 1971  | 49 / 283  | 2e   | Minorité |
| 1974  | 51 / 283  | 3e   | Minorité |
| 1977  | 62 / 295  | 1er  | Minorité |
| 1980  | 69 / 304  | 1er  | Minorité |
| 1983  | 70 / 317  | 2e   | Minorité |
| 1986  | 64 / 319  | 3e   | Minorité |
| 1989  | 66 / 321  | 3e   | Minorité |
| 1992  | 70 / 321  | 2e   | Minorité |
| 1995  | 75 / 321  | 2e   | Minorité |
| 1998  | 78 / 321  | 2e   | Minorité |
| 2001  | 83 / 321  | 2e   | Minorité |
| 2004  | 97 / 331  | 2e   | Minorité |
| 2008  | 116 / 343 | 2e   | Minorité |
| 2011  | 140 / 348 | 1er  | Majorité |
| 2014  | 111 / 348 | 2e   | Minorité |
| 2017  | 78 / 348  | 2e   | Minorité |
| 2020  | 64 / 348  | 2e   | Minorité |
| 2023  | 64 / 348  | 2e   | Minorité |

### Élections européennes
| Année | Voix      | %     | Sièges  | Rang | Tête de liste       | Groupe |
| ----- | --------- | ----- | ------- | ---- | ------------------- | ------ |
| 1979a | 4 763 026 | 23,53 | 20 / 81 | 2e   | François Mitterrand | PSE    |
| 1984  | 4 188 875 | 20,75 | 20 / 81 | 2e   | Lionel Jospin       | PSE    |
| 1989a | 4 286 354 | 23,61 | 17 / 81 | 2e   | Laurent Fabius      | PSE    |
| 1994  | 2 824 173 | 14,49 | 15 / 87 | 2e   | Michel Rocard       | PSE    |
| 1999b | 3 874 231 | 21,95 | 18 / 87 | 1er  | François Hollande   | PSE    |
| 2004  | 4 960 756 | 28,90 | 31 / 78 | 1er  | Aucunes             | PSE    |
| 2009  | 2 838 160 | 16,48 | 14 / 72 | 2e   | Aucunes             | S&D    |
| 2014a | 2 650 357 | 13,98 | 12 / 74 | 3e   | Aucunes             | S&D    |
| 2019c | 1 403 170 | 6,19  | 3 / 79  | 6e   | Raphaël Glucksmann  | S&D    |
| 2024d | 3 423 641 | 13,83 | 10 / 81 | 3e   | Raphaël Glucksmann  | S&D    |

a Liste commune avec le Mouvement des radicaux de gauche/Parti radical de gauche (1979 : 2 sièges ; 1989 : 5 sièges ; 2014 : 1 siège).

b Liste commune avec le Parti radical de gauche et le Mouvement des citoyens, qui ont chacun remporté deux sièges.

c Liste commune avec Place publique (2 sièges), Nouvelle Donne (1 siège) et le Parti radical de gauche (0 siège).

d Liste commune avec Place publique (3 sièges).

### Élections régionales
| Année | Premier tour | Premier tour | Premier tour | Second tour | Second tour | Second tour | Conseillers | Présidents |
| Année | Voix         | %            | Rang         | Voix        | %           | Rang        | Conseillers | Présidents |
| ----- | ------------ | ------------ | ------------ | ----------- | ----------- | ----------- | ----------- | ---------- |
| 1986  | 8 145 687    | 29,31        | 1er          |             |             |             | 585 / 1818  | 3 / 26     |
| 1992  | 4 449 707    | 18,07        | 2e           |             |             |             | 362 / 1877  | 1 / 26     |
| 1998  | 6 979 423    | 31,87        | 1er          |             |             |             | 422 / 1827  | 8 / 26     |
| 2004  | 8 117 523    | 33,47        | 1er          | 12 737 701  | 49,30       | 1er         | / 1749      | 21 / 26    |
| 2010  | 5 673 912    | 29,14        | 1er          | 10 494 675  | 49,70       | 1er         | 559 / 1749  | 20 / 26    |
| 2015  | 5 019 723    | 23,41        | 3e           | 7 336 676   | 29,15       | 2e          | 349 / 1722  | 5 / 17     |
| 2021  | 2 271 295    | 15,47        | 3e           | 2 453 739   | 16,07       | 3e          | 221 / 1926  | 5 / 17     |

### Élections cantonales puis départementales
| Année | Premier tour | Premier tour | Premier tour | Second tour | Second tour | Second tour | Conseillers | Présidents |
| Année | Voix         | %            | Rang         | Voix        | %           | Rang        | Conseillers | Présidents |
| ----- | ------------ | ------------ | ------------ | ----------- | ----------- | ----------- | ----------- | ---------- |
| 1970  | 1 250 083    | 14,80        | 3e           | 840 176     | 18,76       | 2e          | 263 / 1609  | 24 / 100   |
| 1973  | 1 811 668    | 22,67        | 2e           | NC          | NC          | NC          | 423 / 1926  | 19 / 100   |
| 1976  | 2 761 068    | 26,59        | 1er          | 1 949 902   | 30,81       | 1er         | 520 / 1863  | 27 / 101   |
| 1979  | 2 888 345    | 26,96        | 1er          | 2 392 561   | 32,97       | 1er         | 542 / 1847  | 33 / 101   |
| 1982  | 3 737 015    | 29,71        | 1er          | 2 659 325   | 34,85       | 1er         | 509 / 2014  | 28 / 101   |
| 1985  | 2 854 519    | 24,85        | 1er          | 2 436 351   | 31,22       | 1er         | 424 / 2044  | 22 / 100   |
| 1988  | 2 724 452    | 29,98        | 1er          | 2 222 041   | 37,23       | 1er         | 514 / 2043  | 22 / 100   |
| 1992  | 2 359 750    | 19,01        | 1er          | 2 102 522   | 24,72       | 1er         | 514 / 1945  | 16 / 100   |
| 1994  | 2 451 892    | 22,49        | 1er          | 2 392 280   | 29,89       | 1er         | 514 / 1922  | 17 / 100   |
| 1998  | 2 653 660    | 23,94        | 1er          | 2 865 295   | 34,55       | 1er         | 654 / 2038  | 24 / 100   |
| 2001  | 2 706 319    | 22,16        | 1er          | 2 306 925   | 30,60       | 1er         | 494 / 1997  | 30 / 100   |
| 2004  | 3 215 054    | 26,21        | 1er          | 4 009 795   | 38,56       | 1er         | 834 / 2034  | 44 / 100   |
| 2008  | 3 572 789    | 26,74        | 1er          | 2 415 348   | 35,11       | 1er         | 665 / 2020  | 51 / 100   |
| 2011  | 2 284 967    | 24,94        | 1er          | 2 802 094   | 35,43       | 1er         | 670 / 2026  | 54 / 101   |
| 2015  | 2 708 427    | 13,30        | 3e           | 2 967 883   | 16,06       | 2e          | 954 / 4108  | 27 / 98    |
| 2021  | 620 327      | 4,53         |              | 758 225     | 5,71        |             | 738 / 4108  | 21 / 95    |

### Élections municipales
| Élection | Premier tour | Second tour | Villes + 100 000 hab. | Rang (villes + 100 000 hab.) | Conseillers municipaux |
| -------- | ------------ | ----------- | --------------------- | ---------------------------- | ---------------------- |
| 1971     |              |             | 8 / 35                |                              |                        |
| 1977     |              |             | 14 / 39               |                              |                        |
| 1983     |              |             | 9 / 37                |                              |                        |
| 1989     |              |             | 15 / 37               |                              |                        |
| 1995     |              |             | 18 / 37               |                              |                        |
| 2001     |              |             | 17 / 37               |                              | 9775 / 215560          |
| 2008     | 31,52 %      | 33,33 %     | 26 / 40               | 1er                          | 10457 / 215560         |
| 2014     | 18,02 %      | 27,61 %     | 15 / 42               | 2e                           | 12278 / 215560         |
| 2020     | 1,82 %       | 1,95 %      | 14 / 42               | 1er (ex æquo avec LR)        | 2569 / 222818          |

## Siège
Entre 1971 et 1975, le siège du Parti socialiste se trouve cité Malesherbes, dans le 9e arrondissement de Paris. Ce siège est le même que celui de la SFIO (Section française de l'Internationale ouvrière).
À partir de 1981, le siège du parti se situe 10, rue de Solférino (7e arrondissement de Paris), dans un hôtel particulier occupé sous Vichy par le secrétariat d'État à l'Information et à la Propagande. L'immeuble fut d'abord loué, puis acheté en 1986 à l'UNMRIFEN (Union nationale des mutuelles de retraite des instituteurs et fonctionnaires de l'Éducation nationale) pour la somme de 53 millions de francs (soit 11,3 millions d'euros en 2017).
À la suite des défaites du Parti socialiste aux élections présidentielle et législatives de 2017, les finances du parti ne permettent plus d'entretenir l'immeuble : la direction collégiale décide alors de vendre le siège,. Les locaux, qui s'étendent sur 3 000 m2, sont évalués à une somme comprise entre 23 millions d'euros et 53 millions d'euros, soit entre 7 798 € et 17 600 € du mètre carré. Le bâtiment historique est finalement vendu pour 45 millions d'euros à la société Apsys, tandis que le PS achète et rénove un bâtiment situé au 99, rue Molière, à Ivry-sur-Seine pour un total de 7 millions d'euros, qui devient le nouveau siège du parti fin 2018.

## Identité visuelle

Logos de la SFIO puis du Parti socialiste depuis 1905.
Logo de la Section française de l'Internationale ouvrière (1905-1969)
« La rose au poing », emblème historique du PS
Logo de 2010 à 2016
Logo de 2016 à 2024
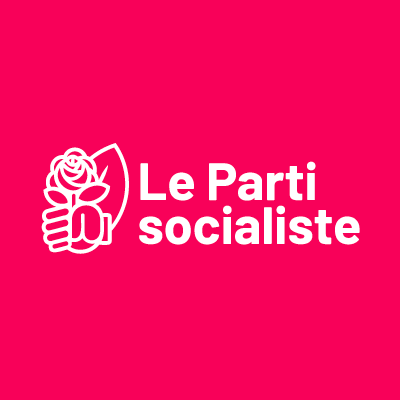
Logo depuis 2024